# Liste der Biografien/Graf
Liste der Biografien |
Portal Biografien |
Personensuche
# |
A |
B |
C |
D |
E |
F |
G |
H |
I |
J |
K |
L |
M |
N |
O |
P |
Q |
R |
S |
T |
U |
V |
W |
X |
Y |
Z |
?
 
Ga |
Gb |
Gc |
Gd |
Ge |
Gf |
Gh |
Gi |
Gj |
Gk |
Gl |
Gm |
Gn |
Go |
Gp |
Gq |
Gr |
Gs |
Gu |
Gv |
Gw |
Gy |
Gz
 
Gra |
Grb–Grd |
Gre |
Grg |
Gri |
Grj |
Grk |
Grl |
Grm |
Gro |
Grs |
Gru |
Gry |
Grz
 
Graa |
Grab |
Grac |
Grad |
Grae |
Graf |
Grag |
Grah |
Grai |
Graj |
Grak |
Gral |
Gram |
Gran |
Grao |
Grap |
Grar |
Gras |
Grat |
Grau |
Grav |
Graw |
Gray |
Graz
Die Liste der Biografien führt alle Personen auf, die in der deutschsprachigen Wikipedia einen Artikel haben. Dieses ist eine Teilliste mit 507 Einträgen von Personen, deren Namen mit den Buchstaben „Graf“ beginnt.

## Graf

### Graf M
- Graf Münster, Michael (* 1957), deutscher Theologe und Kirchenmusiker

### Graf O
- Graf Orssich, Petar (1907–1961), deutscher oder österreichischer Automobilrennfahrer und Adeliger

### Graf V
- Graf Vitzthum, Stephan (1940–2003), deutscher Rechtsanwalt und Honorarprofessor
- Graf von Saint Germain († 1784), deutscher Alchemist und OkkultistGraf von Saint Germain († 1784)

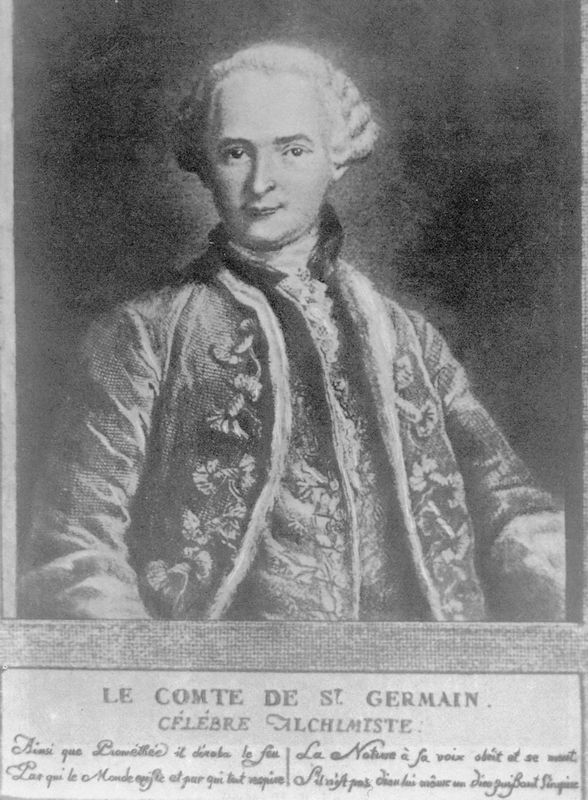
Graf von Saint Germain († 1784)

- Graf von Schweinitz und Krain, Hans-Hermann (1883–1959), deutscher Konteradmiral
- Graf von Walderdorff, Christian (* 1968), deutscher Koch

### Graf, A – Graf, W

#### Graf, A
- Gräf, Adolf, deutscher Kartograph
- Graf, Adolf (1881–1962), deutsch-baltischer Sprachwissenschaftler und Übersetzer
- Graf, Adolf (1899–1978), deutscher Kirchenmusiker und erster Landeskirchenmusikdirektor der Evangelischen Kirche der Pfalz (Protestantische Landeskirche)
- Graf, Adolf (1913–1998), deutscher Jurist, Verwaltungsbeamter und Politiker (FDP)
- Gräf, Ailin (* 1973), chinesische Unternehmerin innerhalb von Second Life
- Graf, Alesia (* 1980), deutsche Boxerin
- Graf, Alexander (1856–1931), österreichischer Architekt
- Graf, Alexander (* 1962), usbekisch-deutscher Schachspieler
- Graf, Alfred (1883–1960), deutscher Schriftsteller, Journalist und Rundfunkredakteur
- Graf, Alfred Byrd (1901–2001), deutsch-amerikanischer Botaniker
- Graf, Alice, deutsch-österreichische Filmschauspielerin
- Graf, Andreas (* 1958), deutscher Literaturwissenschaftler, Publizist und Lyriker
- Graf, Andreas (* 1985), österreichischer Radrennfahrer
- Graf, Andreas Christoph (1701–1776), deutscher Pädagoge, Schriftsteller und der Autor des Benimmbüchleins "Der höfliche Schüler" (1745)
- Graf, Andreas G. (1952–2013), deutscher Historiker und Geschichtsredakteur
- Graf, Angelika (* 1947), deutsche Politikerin (SPD), MdB
- Gräf, Anna (1925–1944), österreichische Schneiderin und Widerstandskämpferin gegen den Nationalsozialismus
- Graf, Antonie (1845–1929), österreichische Journalistin und Sportlerin
- Graf, Arndt (* 1964), deutscher Südostasienwissenschaftler
- Graf, Artur (1911–1989), deutscher Maler
- Graf, Arturo (1848–1913), italienischer Literaturwissenschaftler und Schriftsteller

#### Graf, B
- Graf, Beat (1933–2015), Schweizer Politiker (CVP)
- Graf, Béatrice (* 1964), Schweizer Jazzmusikerin
- Graf, Benno (1908–1977), deutscher Politiker (CSU, DP), MdB
- Graf, Bernadette (* 1992), österreichische Judoka
- Graf, Bernhard (1825–1875), Schweizer Politiker und Richter
- Graf, Bernhard (* 1953), deutscher Museologe, Leiter des Instituts für Museumsforschung der Staatlichen Museen zu Berlin – Preußischer Kulturbesitz
- Graf, Bernhard (* 1962), deutscher Historiker, Kunsthistoriker, Germanist und Dokumentarfilmer
- Graf, Bernhard (* 1988), österreichischer Skirennläufer
- Graf, Bob (1927–1981), US-amerikanischer Jazz-Tenorsaxophonist

#### Graf, C
- Graf, Carl (1801–1883), deutscher Arzt im Rang eines Obermedizinalrats
- Graf, Carl (1820–1897), deutscher Jurist und Politiker
- Graf, Carl Bernhard (1926–1968), Schweizer Grafiker, Plakatkünstler und Ausstellungsgestalter
- Graf, Charly (* 1951), deutscher BoxerCharly Graf (* 1951)

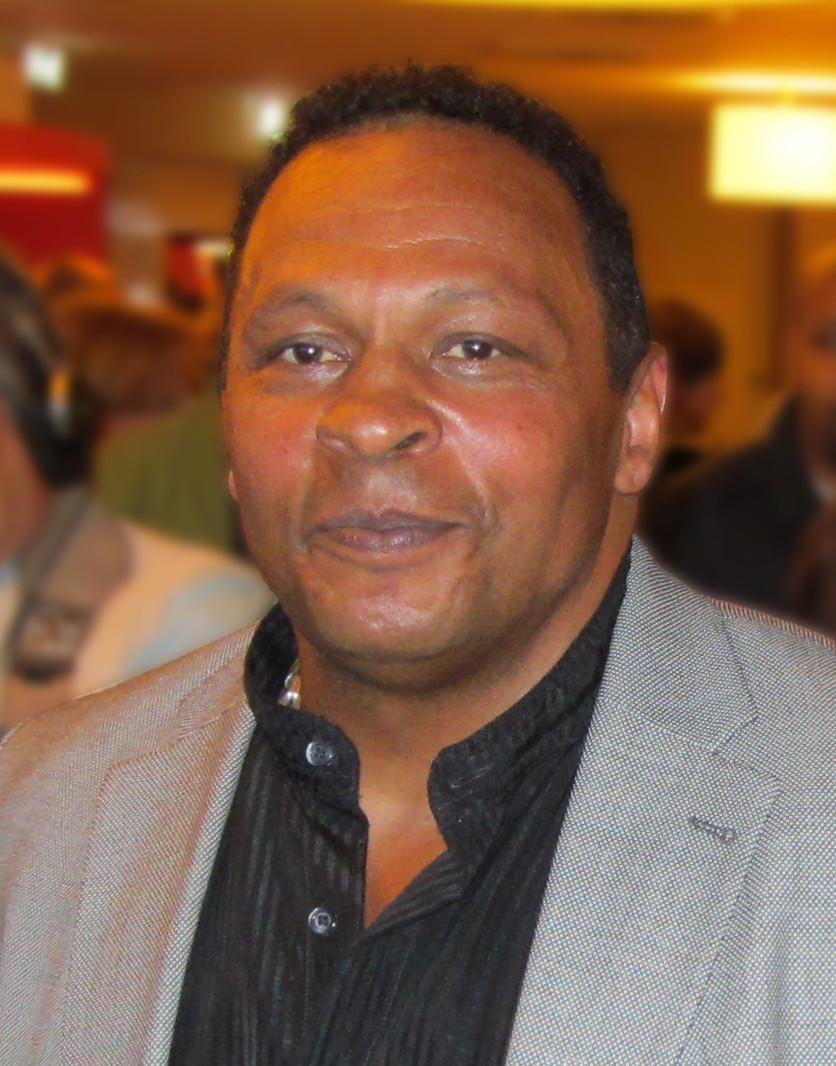
Charly Graf (* 1951)

- Graf, Christian (1821–1898), Schweizer Arzt, Gemeindepräsident, Kantonsrat, Regierungsrat und Nationalrat
- Graf, Christian (* 1953), deutscher Rundfunkjournalist
- Graf, Christian (* 1978), österreichischer Schauspieler und Musicaldarsteller
- Graf, Christian Ernst (1723–1804), deutscher Komponist, Hofmusiker in den Niederlanden
- Graf, Christina (* 1985), deutsche Fernsehjournalistin und Sportkommentatorin
- Graf, Christoph (* 1944), Schweizer Historiker und Archivar
- Graf, Christoph (* 1961), Schweizer Offizier in fremden Diensten
- Graf, Conrad (1782–1851), deutsch-österreichischer Klavierbauer
- Graf, Crystel (* 1985), Schweizer Politiker (FDP)

#### Graf, D
- Graf, Daniel (* 1977), deutscher Fußballspieler
- Graf, Daniel (* 1981), deutscher Biathlet
- Graf, Daniela (* 1982), deutsche Boxsportlerin im Kick- und Thaiboxen
- Graf, Danielle (* 1978), deutsche Autorin
- Graf, David (1950–2001), US-amerikanischer Filmschauspieler
- Graf, David (* 1989), deutscher Boxer
- Graf, David (* 1989), Schweizer BMX- und Mountainbikefahrer
- Gräf, Dieter M. (* 1960), deutscher Schriftsteller
- Graf, Diogo (1896–1966), Schweizer Maler und Lehrer
- Graf, Dittmar (* 1955), deutscher Biologe
- Graf, Dominik (* 1952), deutscher Film- und Fernsehregisseur und DrehbuchautorDominik Graf (* 1952)

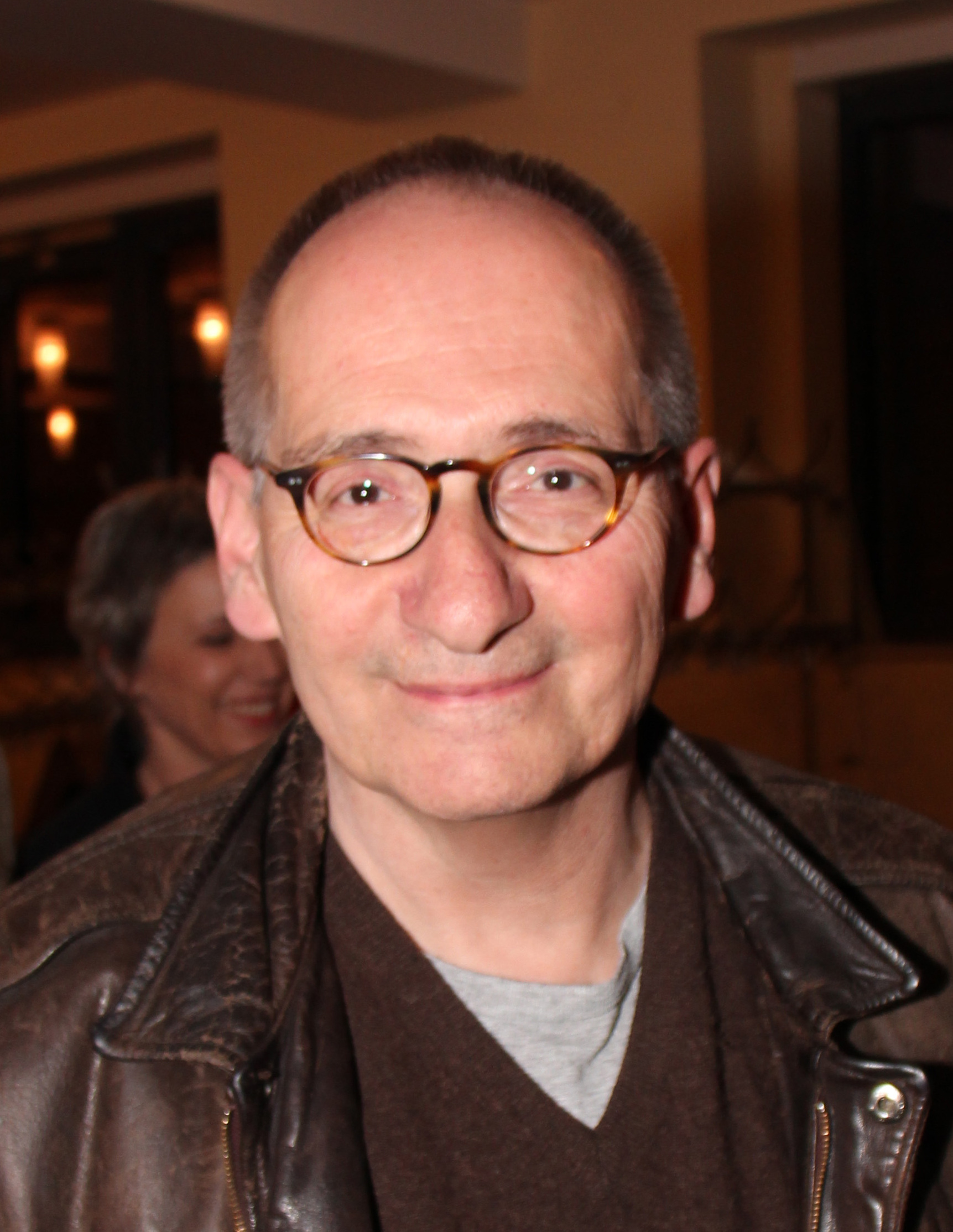
Dominik Graf (* 1952)

#### Graf, E
- Graf, Edgar (1907–1966), Schweizer Lehrer, Schriftsteller, Komponist und Zeichner
- Graf, Eduard (1829–1895), deutscher Mediziner und Politiker
- Graf, Eduard (1845–1918), Schweizer Unternehmer und Politiker
- Gräf, Eduard (1870–1936), deutscher Politiker (SPD)
- Graf, Elfi (* 1952), österreichische Schlagersängerin
- Graf, Elisabeth (* 1956), deutsche Altistin, Sängerin sowie Gesangsdozentin und Gesangspädagogin
- Graf, Emil (1886–1958), deutscher Opernsänger (Tenor)
- Graf, Emma (1865–1926), Schweizer Frauenrechtlerin
- Graf, Engelbert (1922–2007), deutscher Apotheker und Hochschullehrer
- Graf, Erich, Schweizer Skeletonpilot
- Graf, Erika (* 1977), uruguayische Schwimmerin
- Graf, Ernst (1861–1940), deutscher Klassischer Philologe und Gymnasiallehrer
- Graf, Ernst (1884–1949), Schweizer Politiker (FDP)
- Graf, Ernst (1909–1988), Schweizer Maler, Grafiker und Karikaturist
- Gräf, Erwin (1914–1976), deutscher Islamwissenschaftler, Orientalist und Semitist
- Graf, Esther (* 1998), österreichische Sängerin und ModelEsther Graf (* 1998)

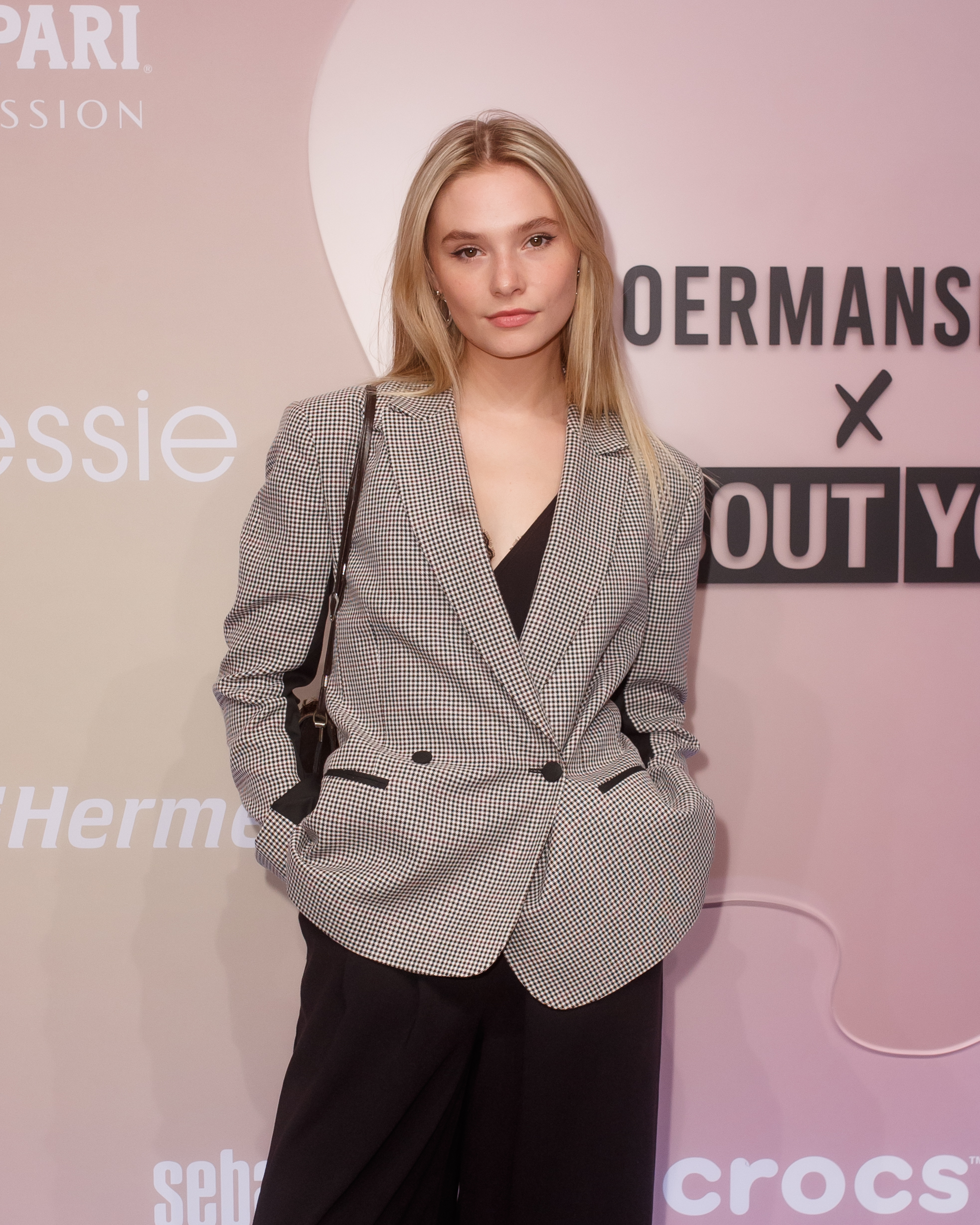
Esther Graf (* 1998)

- Graf, Eugen (1873–1923), deutscher Politiker (Zentrum)
- Graf, Eva (1936–2001), deutsche Tischtennisspielerin

#### Graf, F
- Graf, Ferdinand (1907–1969), österreichischer Politiker (ÖVÜ), Verteidigungsminister, Abgeordneter zum Nationalrat, Mitglied des Bundesrates
- Graf, Ferry (1931–2017), österreichischer Sänger
- Graf, Fidelis (1827–1901), deutscher Jurist und Politiker (Zentrum), MdR
- Graf, Flavio (* 2002), Schweizer Unihockeyspieler
- Graf, Florian (1890–1951), österreichischer Politiker (CSP), Abgeordneter zum Nationalrat
- Graf, Florian (* 1973), deutscher Politiker (CDU), MdAFlorian Graf (* 1973)

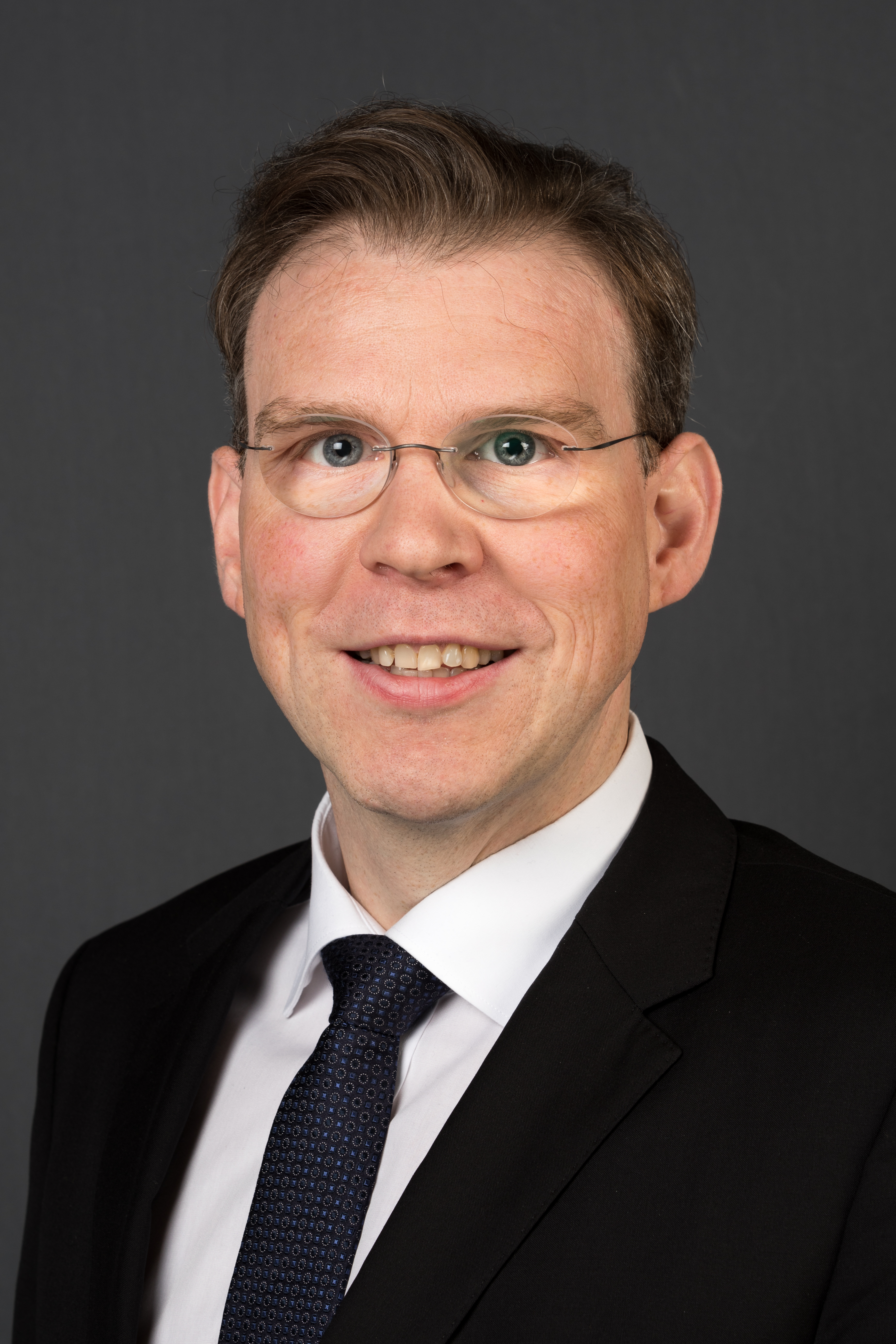
Florian Graf (* 1973)

- Graf, Florian (* 1980), deutsch-schweizerischer Bildhauer, Zeichner, Aktionskünstler und Architekt
- Graf, Florian (* 1987), österreichischer Schauspieler
- Graf, Florian (* 1988), deutscher Biathlet
- Graf, Franz (1837–1921), österreichischer Politiker und Industrieller
- Graf, Franz (1840–1915), deutscher Ingenieur, Maler, Dichter und Schriftsteller
- Graf, Franz (1900–1956), deutscher Politiker (FDP), MdL
- Graf, Franz (* 1954), österreichischer Künstler
- Graf, Franz (* 1961), österreichischer Politiker (FPÖ), Landtagsabgeordneter
- Graf, Friedrich (1806–1874), deutscher Gutsbesitzer, Landtagsabgeordneter Waldeck
- Graf, Friedrich (1858–1929), deutscher Lehrer, Heimatforscher und Kommunalpolitiker
- Graf, Friedrich (1880–1954), deutscher Politiker (Zentrum, BCSV, CDU)
- Graf, Friedrich Alexander (1770–1835), deutscher Geistlicher und Autor
- Graf, Friedrich Hartmann (1727–1795), deutscher Komponist und Flötist
- Graf, Friedrich Wilhelm (* 1948), deutscher Theologe (evangelisch)Friedrich Wilhelm Graf (* 1948)

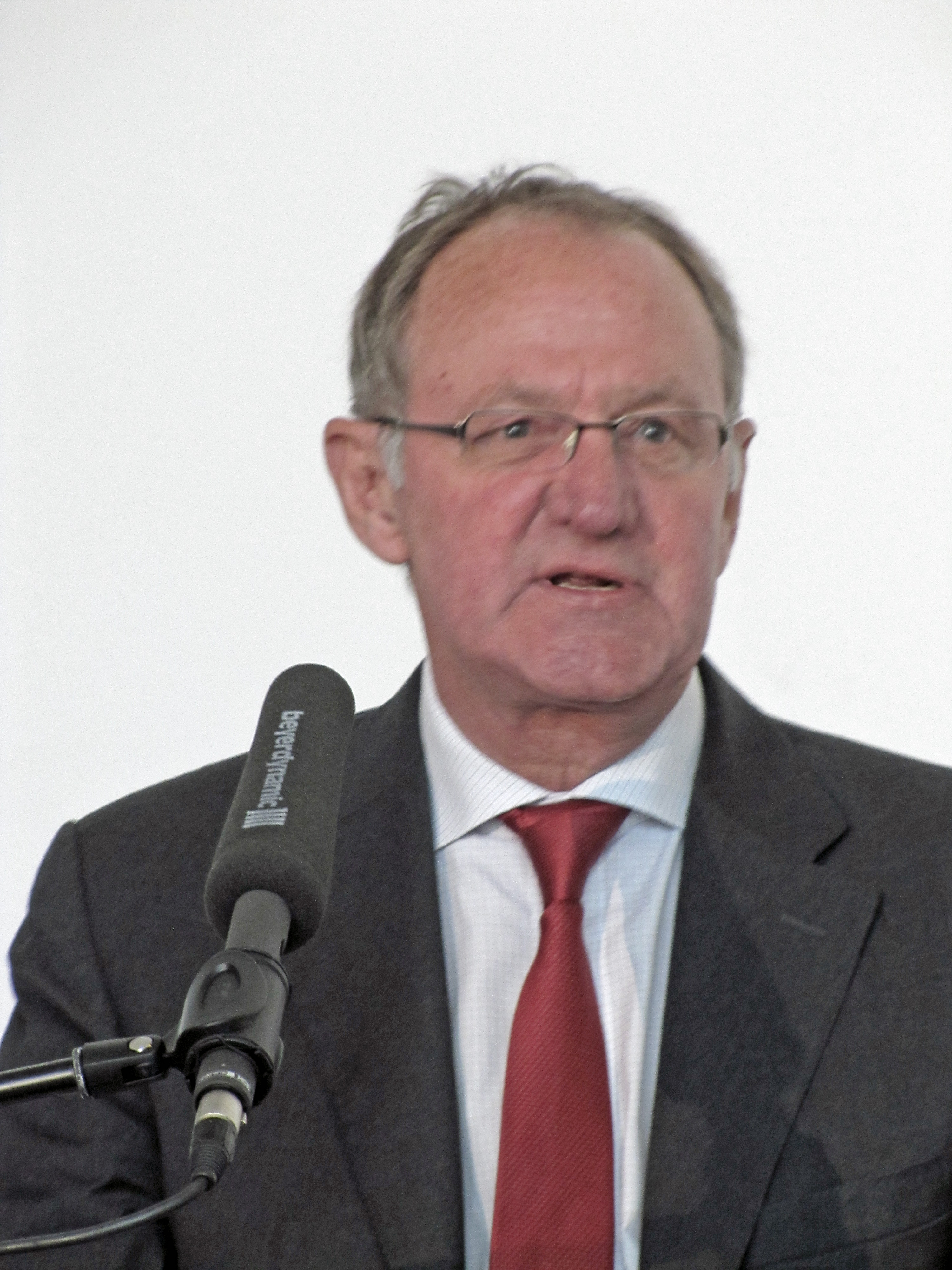
Friedrich Wilhelm Graf (* 1948)

- Graf, Fritz (1872–1928), preußischer Verwaltungsbeamter, Polizeipräsident und Landrat
- Graf, Fritz (1922–2017), US-amerikanischer Schiedsrichter im American Football
- Graf, Fritz (* 1944), Schweizer Altphilologe

#### Graf, G
- Graf, Gabriele (* 1957), deutsche Filmproduzentin
- Graf, Gabriele (* 1968), österreichische Politikerin (ÖVP), LAbg. Vorarlberg
- Graf, Georg (1869–1942), deutscher Architekt und Maler
- Graf, Georg (1875–1955), deutscher Orientalist
- Graf, Georg (1906–1977), deutscher Jurist und Richter am Bundesgerichtshof
- Graf, Georg (* 1962), österreichischer Rechtswissenschaftler
- Graf, Georg Engelbert (1881–1952), deutscher Dozent und Politiker (USPD, SPD), MdR
- Graf, Gerhard (1883–1958), deutscher naturalistischer Maler
- Graf, Gerhard (1921–1983), deutscher Kommunalpolitiker (CDU)
- Graf, Gerhard (1921–1962), deutscher Fußballspieler
- Graf, Gian Michele (* 1962), Schweizer Physiker
- Graf, Gisela (1907–1996), polnisch-deutsche Chemikerin, Juristin; Ehefrau von Oskar Maria Graf
- Graf, Gismo (* 1992), deutscher Jazzmusiker (Gitarre, Komposition)Gismo Graf (* 1992)

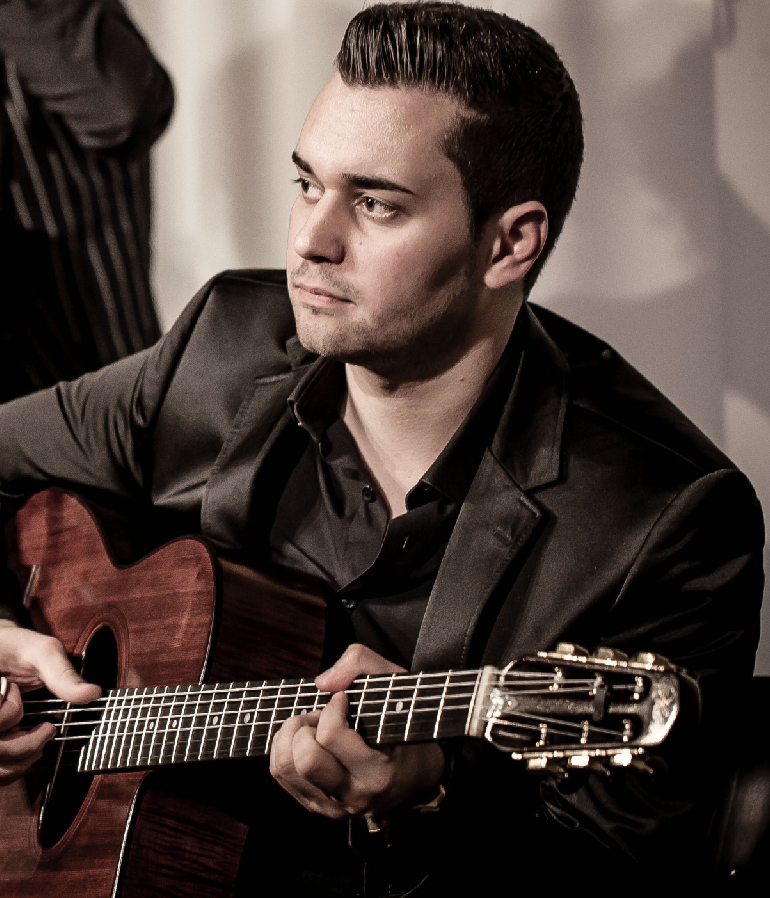
Gismo Graf (* 1992)

- Graf, Gottfried (1881–1938), deutscher Maler und Holzschneider
- Graf, Gudrun (* 1958), österreichische Diplomatin
- Graf, Guido (* 1958), Schweizer Politiker (CVP)
- Graf, Guido (* 1977), österreichischer Handballspieler
- Graf, Günter (1934–2022), stellvertretender Minister für Erzbergbau, Metallurgie und Kali der DDR
- Graf, Günter (* 1941), deutscher Politiker (SPD), MdB

#### Graf, H
- Graf, Haakon (* 1955), norwegischer Jazz-Pianist und -organist
- Graf, Hans (1890–1968), deutscher Politiker (NSDAP), Bürgermeister der Stadt Deggendorf
- Graf, Hans (1923–1977), deutscher Fußballspieler
- Graf, Hans (1928–1994), österreichischer Pianist und Klavierpädagoge
- Graf, Hans (* 1949), österreichischer Dirigent
- Gräf, Hans Gerhard (1864–1942), deutscher Goethe-Forscher
- Graf, Hans Ulrich (1922–2010), Schweizer Politiker (SVP) und Verleger
- Graf, Hanswalter (* 1961), Schweizer Künstler
- Graf, Harry, deutscher Schlagersänger
- Graf, Heinrich (1835–1906), deutscher Fotograf, Maler und Fotoverleger
- Graf, Heinrich Maria (1758–1822), deutscher römisch-katholischer Geistlicher und Politiker
- Graf, Hella (1902–1991), deutsche Schauspielerin, Synchronbuchautorin und Synchronregisseurin
- Graf, Helmut (* 1954), österreichischer Psychotherapeut (Logotherapie und Existenzanalyse), Unternehmensberater, Mediator für Zivilrecht, Fachbuchautor
- Graf, Henrich (1778–1858), deutscher Gutsbesitzer, Landtagsabgeordneter Waldeck
- Graf, Herbert (1903–1973), österreichisch-amerikanischer Opernregisseur
- Graf, Herbert (1930–2019), deutscher Staatswissenschaftler und Autor
- Graf, Herbert (* 1947), österreichischer Ingenieur und Politiker (FPÖ), Abgeordneter zum Nationalrat
- Graf, Hermann (1887–1970), deutscher Architekt, Schulleiter und Museumsdirektor
- Graf, Hermann (1912–1988), deutscher Jagdflieger
- Graf, Hermann Eugen (1873–1940), deutscher Maler
- Gräf, Hermann Josef (1924–2006), deutscher katholischer Theologe
- Graf, Herta (1911–1996), deutsche Schriftstellerin
- Graf, Herwig Udo (1940–2023), österreichischer Architekt
- Graf, Holger (* 1985), deutscher Mathematiker und Professor
- Gräf, Holger Th. (* 1960), deutscher Historiker
- Gräf, Horst (* 1937), deutscher Jurist
- Gräf, Hugo (1892–1958), deutscher Politiker (KPD), MdR
- Graf, Hulda (1879–1944), deutsche Politikerin (USPD, SPD)

#### Graf, I
- Graf, Ilse (* 1955), österreichische Politikerin (SPÖ), Landtagsabgeordnete
- Graf, Inge (* 1949), österreichische Medienkünstlerin

#### Graf, J
- Graf, Jakob (1824–1887), Schweizer Politiker
- Gräf, Jakob (1875–1924), römisch-katholischer Geistlicher und Abgeordneter
- Graf, Jakob (* 1983), deutscher SchauspielerJakob Graf (* 1983)

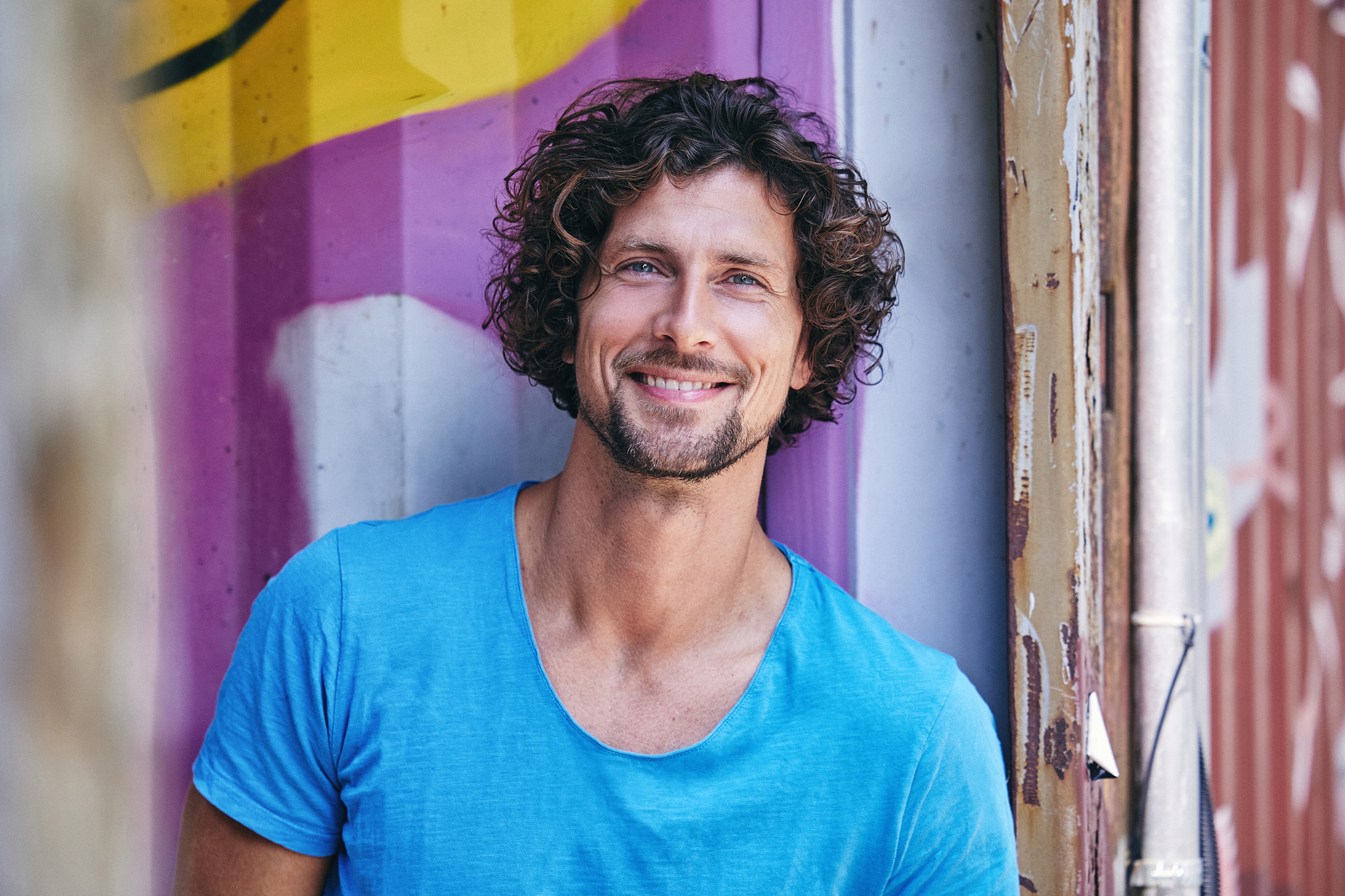
Jakob Graf (* 1983)

- Graf, Jan (* 1973), deutscher Musiker, Autor und Hörfunksprecher
- Graf, Jannik (* 2004), deutscher Fußballspieler
- Graf, Jasmin (* 1986), deutsche Pop- und Jazzsängerin
- Graf, Johann († 1750), deutscher Komponist
- Gräf, Johann (1866–1941), deutscher Bürgermeister und Abgeordneter
- Graf, Johann (1906–1944), österreichischer Gemeindebediensteter und Widerstandskämpfer gegen den Nationalsozialismus
- Graf, Johann (* 1947), österreichischer Unternehmensgründer und Mehrheitseigentümer von Novomatic
- Graf, Johann Baptist (1763–1819), deutscher Arzt und Schriftsteller
- Graf, Johann Baptist von (1798–1882), deutscher Verwaltungsjurist und Politiker, MdFN
- Gräf, Johann Hartmann Christoph (1744–1820), deutscher evangelischer Theologe
- Graf, Johann Heinrich (1852–1918), Schweizer Mathematiker und Mathematikhistoriker
- Graf, Johann Hieronymus (1648–1729), deutscher Musikwissenschaftler, Kantor und Komponist
- Graf, Johann Jakob (1781–1847), Schweizer Kaufmann und Textilunternehmer
- Gräf, Johann Martin (1751–1833), deutscher katholischer Theologe
- Gräf, Johann Samuel Gottlob (1736–1800), deutscher evangelischer Theologe
- Graf, Johannes (1714–1787), Schweizer Gemeindepräsident, Regierungsmitglied und Landammann
- Graf, Johannes (1837–1917), deutscher Maler, Zeichner und Bildhauer
- Graf, Johannes (1853–1923), deutscher Organist und Chorleiter
- Graf, Johannes (* 1960), deutscher Hochschullehrer, Professor für Design
- Graf, Jörg (* 1966), deutscher Medienmanager
- Graf, Josef (1778–1864), österreichischer Jurist und Kommunalpolitiker
- Graf, Josef (1912–2000), österreichischer Politiker (SPÖ), Landtagsabgeordneter, Mitglied des Bundesrates
- Graf, Josef (* 1957), deutscher Theologe und Weihbischof im Bistum Regensburg
- Graf, Joseph, deutsch-russischer römisch-katholischer Geistlicher und Märtyrer
- Graf, Jürgen (1927–2007), deutscher Hörfunk- und Fernsehjournalist
- Graf, Jürgen (1951–2025), Schweizer Holocaustleugner
- Graf, Jürgen (* 1963), deutscher Schachspieler
- Graf, Jürgen-Peter (* 1952), deutscher Jurist, Richter am Bundesgerichtshof

#### Graf, K
- Graf, Karin (* 1952), deutsche Literaturagentin, Übersetzerin und Unternehmerin
- Gräf, Karl (1822–1902), deutscher Kartograph und Ingenieur
- Graf, Karl (1902–1986), deutscher Maler und Grafiker
- Graf, Karl (1904–1993), Schweizer Skirennfahrer
- Graf, Karl (1906–1955), österreichischer Fußballspieler
- Graf, Karl (1919–1998), österreichischer Politiker (SPÖ), Vorarlberger Landtagsabgeordneter
- Graf, Karl (1920–2007), deutscher Landrat des Landkreises Krumbach
- Graf, Karl Heinrich (1815–1869), deutscher evangelischer Theologe (Alttestamentler) und Orientalist
- Graf, Karl-Heinz, deutscher Basketballtrainer und -spieler
- Graf, Katharina (1873–1936), österreichische Politikerin (SDAP), Landtagsabgeordneter, Mitglied des Bundesrates
- Graf, Klaus (* 1958), deutscher Historiker und ArchivarKlaus Graf (* 1958)

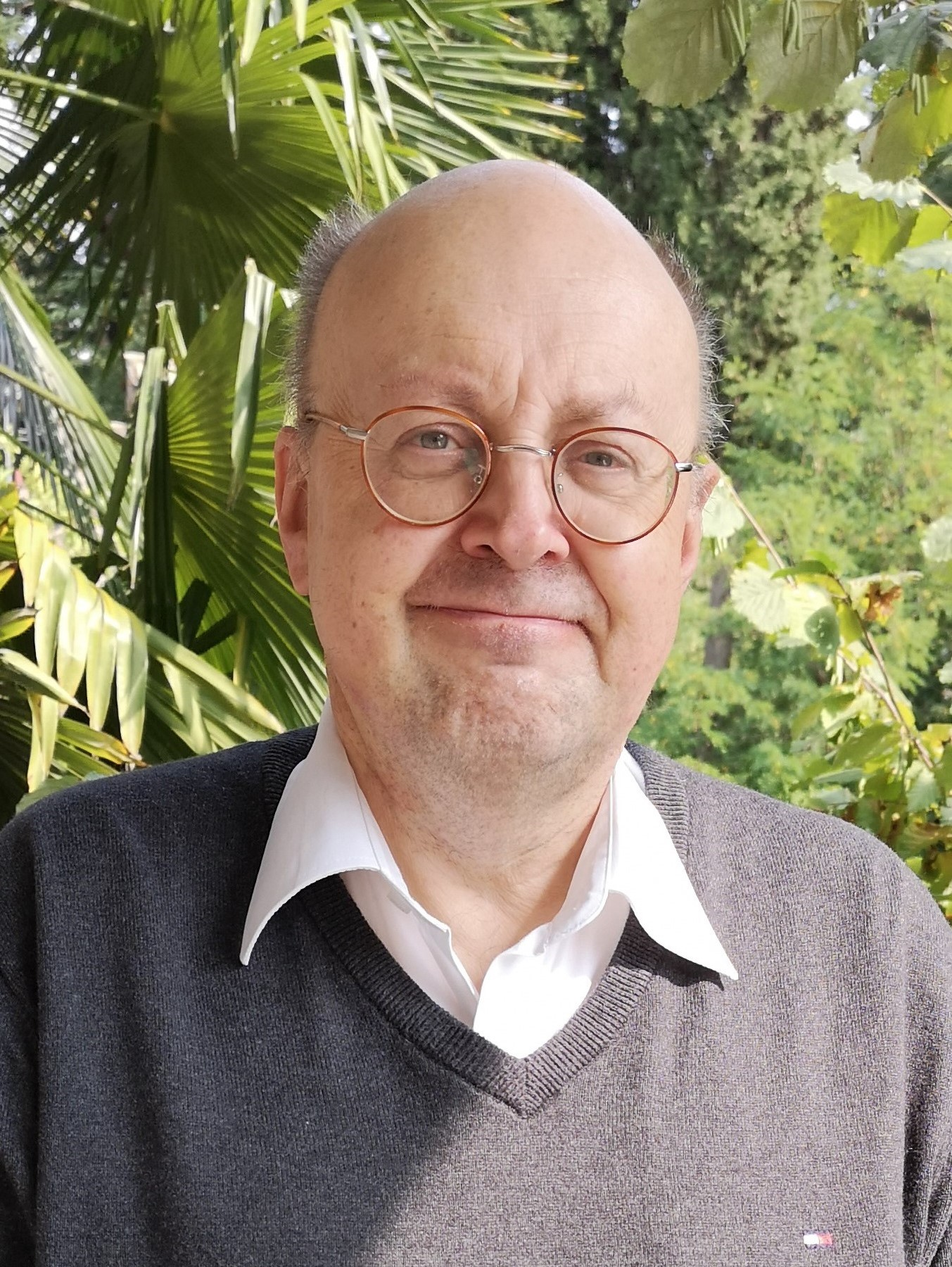
Klaus Graf (* 1958)

- Graf, Klaus (* 1958), österreichischer Filmproduzent
- Graf, Klaus (* 1964), deutscher Jazz-Saxophonist
- Graf, Klaus (* 1969), deutscher Rennfahrer
- Graf, Kurt (1883–1954), deutscher Schriftsteller
- Graf, Kurt (1885–1955), deutscher Wirtschaftsjurist

#### Graf, L
- Graf, Leopold (1904–1987), deutscher Kommunalpolitiker (CDU)
- Gräf, Lili (1897–1975), deutsche Künstlerin
- Graf, Lisa (* 1992), deutsche Schwimmerin
- Graf, Luca (* 1990), Schweizer Unihockeyspieler
- Graf, Luca Maria (* 1999), deutsche Fußballspielerin
- Graf, Ludwig (1880–1962), deutscher Politiker (DemP, FDP)
- Graf, Ludwig (* 1903), deutscher Jurist
- Gräf, Ludwig (1908–1978), deutscher Sportschütze
- Graf, Ludwig (1940–2023), deutscher Fernsehmoderator
- Graf, Ludwig Ferdinand (1868–1932), österreichischer Maler
- Graf, Lukas (* 1994), österreichischer Fußballspieler
- Graf, Lutz (1953–2025), deutscher Schauspiel- und Musiktheaterregisseur

#### Graf, M
- Graf, Manuel (* 1978), deutscher Künstler
- Graf, Marc (* 1962), Schweizer forensischer Psychiater
- Graf, Marco Dominik (* 1994), Schweizer Regisseur, Filmproduzent, Sprecher und Kameramann
- Graf, Marcus (* 1974), deutscher Kulturwissenschaftler und Kunstwissenschaftler
- Graf, Margareta († 1617), Schweizer Benediktinerin und Meisterin des Klosters Hermetschwil
- Graf, Margit (* 1951), österreichische Rennrodlerin
- Graf, Maria (* 1956), deutsche Harfenistin
- Graf, Marianne (* 1951), österreichische Mitbegründerin und Vorstandspräsidentin der Albania-Austria Partnerschaft
- Graf, Marion (* 1954), Schweizer Übersetzerin, Literaturkritikerin und Herausgeberin
- Graf, Markus (* 1953), Schweizer Schauspieler
- Graf, Martin (* 1954), schweizerischer Politiker (Grüne)
- Graf, Martin (* 1960), österreichischer Jurist und Politiker (FPÖ), Abgeordneter zum Nationalrat
- Graf, Martin (* 1982), italienischer Naturbahnrodler
- Graf, Mathias (* 1996), österreichischer Skirennläufer und Freestyle-Skier
- Graf, Matthias (1903–1994), deutscher SS-Oberscharführer
- Graf, Max (1873–1958), österreichischer Musikhistoriker und -kritiker
- Graf, Max (1884–1945), deutscher römisch-katholischer Geistlicher und Märtyrer
- Graf, Max (1923–1997), Schweizer Fotograf
- Graf, Maxl (1933–1996), deutscher Schauspieler und Sänger volkstümlicher Musik
- Graf, Maya (* 1962), Schweizer Politikerin (GPS)Maya Graf (* 1962)

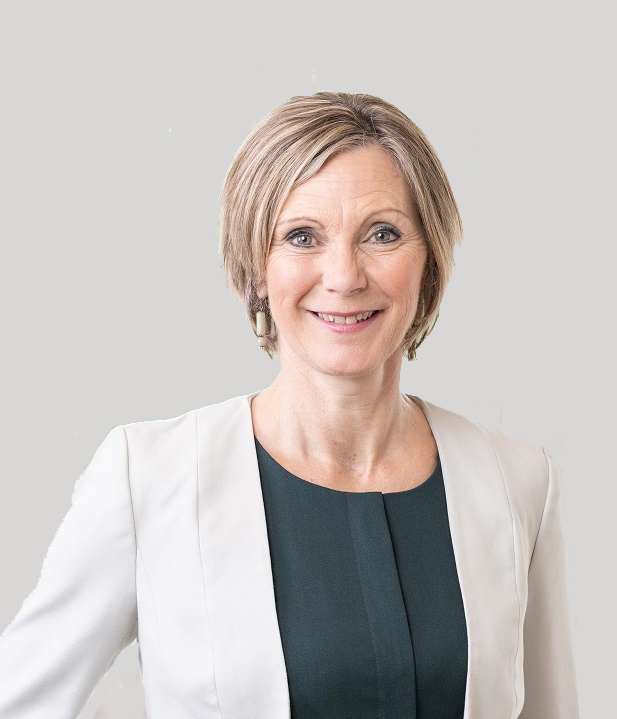
Maya Graf (* 1962)

- Graf, Miranda (* 1969), Schweizer Minigolferin
- Graf, Mirosław (* 1959), polnischer Skispringer und Bürgermeister von Szklarska Poręba

#### Graf, N
- Graf, Nele (* 1977), deutsche Hochschullehrerin und Sachbuchautorin (Agiles Lernen)
- Graf, Nicholas (* 1983), südafrikanischer Eishockeyspieler
- Graf, Nico (* 1985), deutscher Radrennfahrer
- Graf, Nina (* 1998), deutsche Radrennfahrerin

#### Graf, O
- Graf, Olga Borissowna (* 1983), russische Eisschnellläuferin
- Graf, Oliver (* 1978), österreichischer Fußballspieler und Trainer
- Graf, Oliver (* 1981), deutscher Kulturmanager und Theaterschauspieler
- Graf, Oskar (1873–1958), deutscher Maler des Naturalismus
- Graf, Oskar (1882–1942), deutscher Politiker
- Graf, Oskar Maria (1894–1967), deutsch-amerikanischer SchriftstellerOskar Maria Graf (1894–1967)

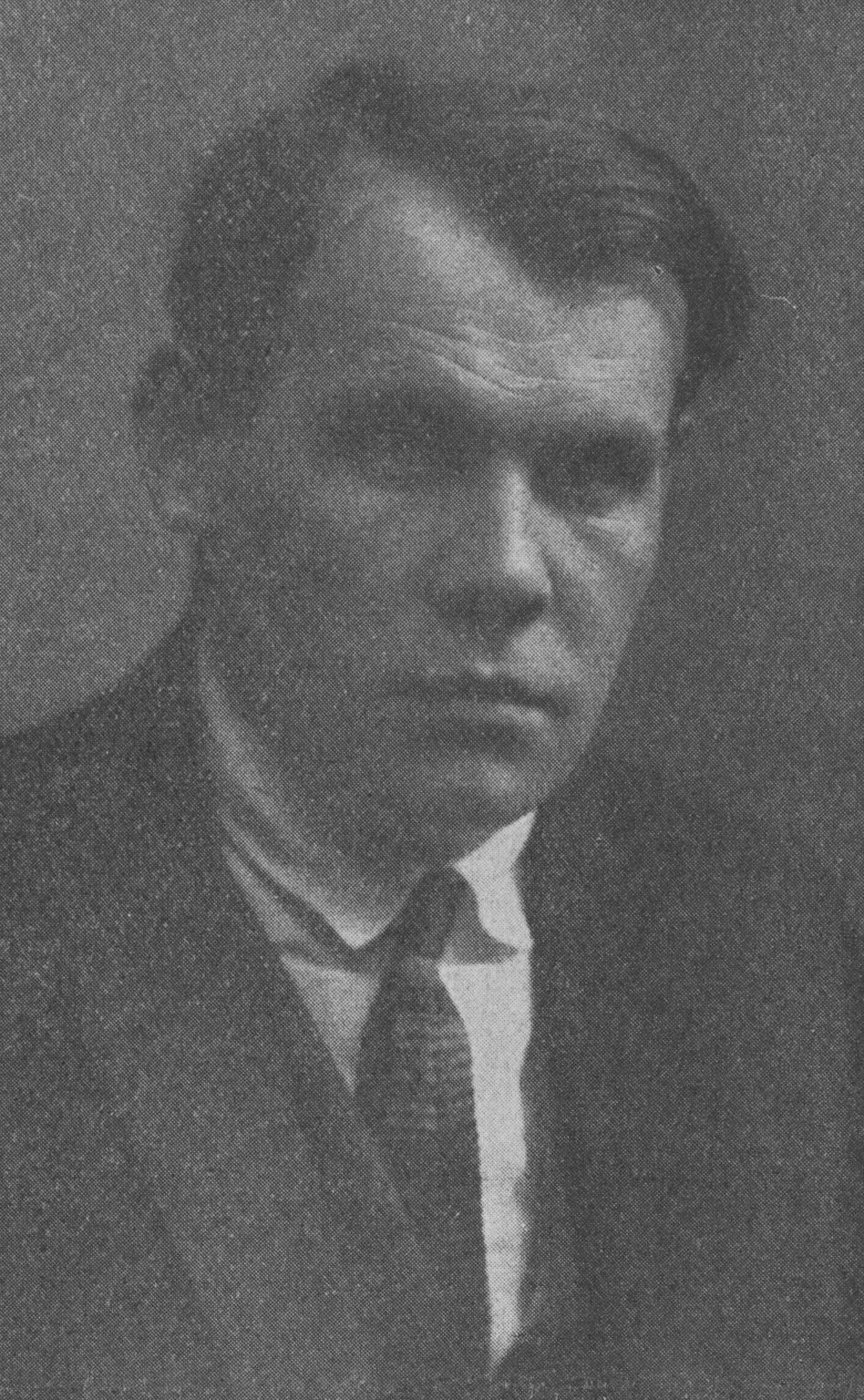
Oskar Maria Graf (1894–1967)

- Graf, Otto (1881–1956), deutscher Bauingenieur und Materialwissenschaftler
- Graf, Otto (1882–1950), deutscher Kunst- und Dekorationsmaler
- Graf, Otto (1892–1971), deutscher Politiker (KPD, SPD), MdB
- Graf, Otto (1894–1953), deutscher Politiker (BVP, NSDAP, CSU), MdR
- Graf, Otto (1896–1977), deutscher Schauspieler und Theaterregisseur
- Graf, Otto Antonia (1937–2020), österreichischer Kunsthistoriker

#### Graf, P
- Graf, Peter (1874–1947), deutscher Politiker (BVP), MdL
- Graf, Peter (1886–1977), österreichischer Politiker (SPÖ), Bürgermeister der Landeshauptstadt Klagenfurt
- Graf, Peter (* 1937), deutscher Maler
- Graf, Peter (1938–2013), deutscher Tennistrainer und Manager (Steffi Graf)
- Graf, Peter (* 1943), deutscher Pädagoge, Philologe und Theologe
- Graf, Peter-Lukas (* 1929), Schweizer FlötistPeter-Lukas Graf (* 1929)

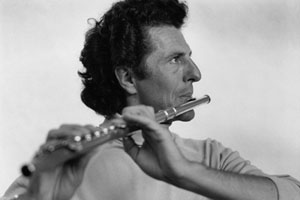
Peter-Lukas Graf (* 1929)

- Graf, Philipp (1874–1947), deutscher Maler
- Gräf, Philipp (1902–1979), deutscher Kommunalpolitiker
- Graf, Philipp Christoph (1737–1773), deutscher lutherischer Theologe

#### Graf, R
- Graf, Rahel (* 1989), Schweizer Fussballspielerin
- Graf, Rena (* 1966), deutsche Schachspielerin
- Gräf, Richard (1899–1977), deutscher Spiritaner und Buchautor
- Graf, Richard (* 1967), österreichischer Musiker (Gitarre, Klavier, Komposition)
- Graf, Robert (1878–1952), österreichischer Kunsthistoriker
- Graf, Robert (1923–1966), deutscher Theater- und FilmschauspielerRobert Graf (1923–1966)

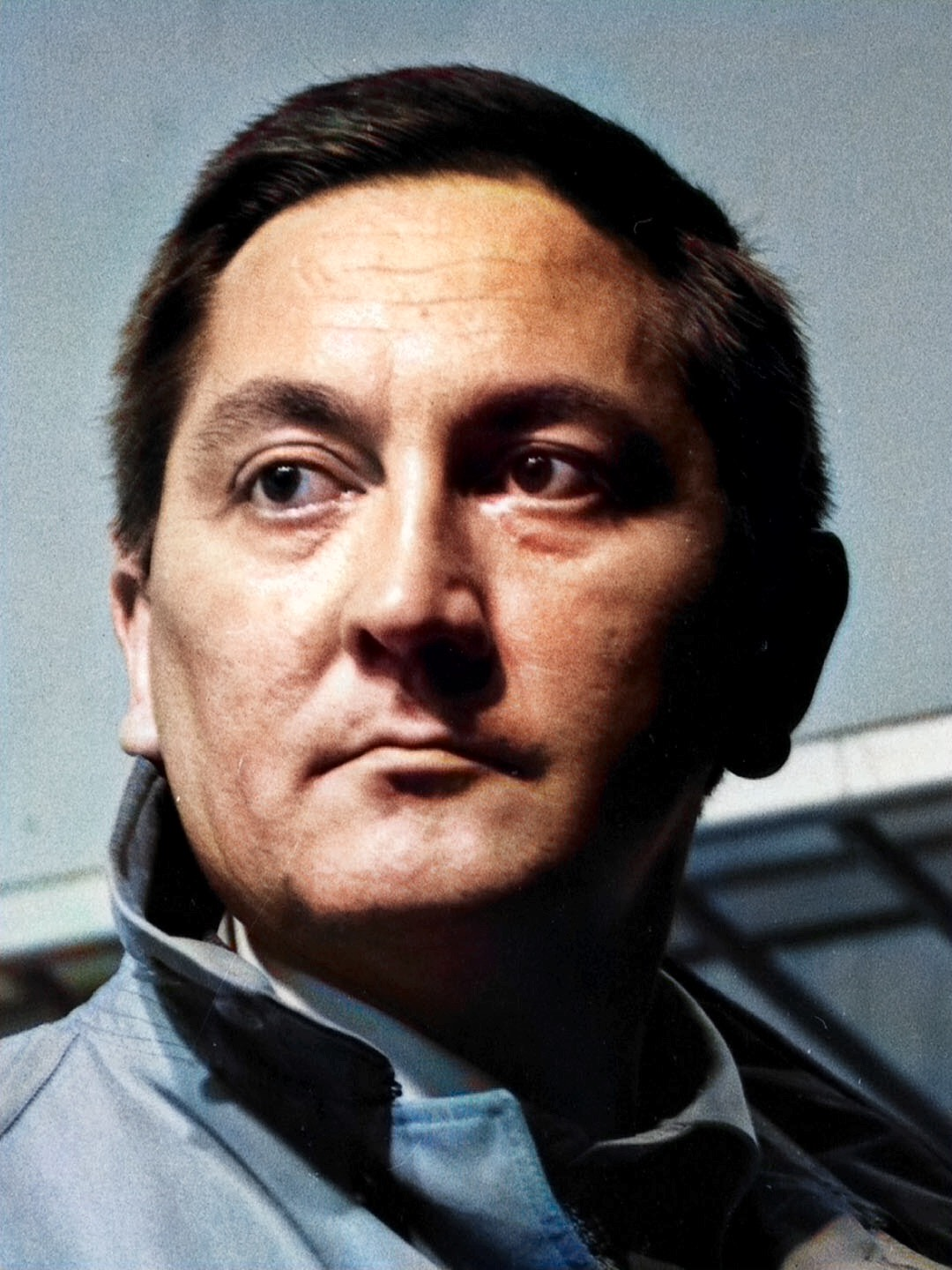
Robert Graf (1923–1966)

- Graf, Robert (1929–1996), österreichischer Politiker (ÖVP), Landtagsabgeordneter, Abgeordneter zum Nationalrat
- Graf, Roger (* 1958), Schweizer Schriftsteller
- Gräf, Roland (1934–2017), deutscher Filmregisseur, Drehbuchautor und Kameramann
- Graf, Rolf (1932–2019), Schweizer Radrennfahrer
- Graf, Roman (* 1978), Schweizer Schriftsteller
- Graf, Rosalia (1897–1944), österreichische Hilfsarbeiterin, Hausgehilfin und Widerstandskämpferin gegen den Nationalsozialismus
- Graf, Rudolf (1910–1979), österreichischer Landwirt und Politiker (ÖVP), Abgeordneter zum Nationalrat
- Graf, Rudolf (1936–1981), deutscher Maler

#### Graf, S
- Graf, Sabine (* 1965), deutsche Historikerin und Archivarin
- Graf, Sandra (* 1969), Schweizer Leichtathletin
- Graf, Selina (* 1994), österreichische Schauspielerin
- Graf, Selma Elisabeth (1887–1942), deutsche römisch-katholische Märtyrerin und Opfer des Holocaust
- Graf, Simon (1603–1659), deutscher Geistlicher und Kirchenlieddichter
- Graf, Sonja (1908–1965), deutsche Schachspielerin
- Gräf, Sophia Regina, deutsche Lieddichterin
- Graf, Stefan (* 1956), deutscher Diplomat
- Graf, Stefan (* 1961), deutscher Molekularbiologe, Wissenschaftsjournalist und Buchautor
- Graf, Stefan (* 1981), Schweizer Schauspieler
- Graf, Steffi (* 1969), deutsche TennisspielerinSteffi Graf (* 1969)

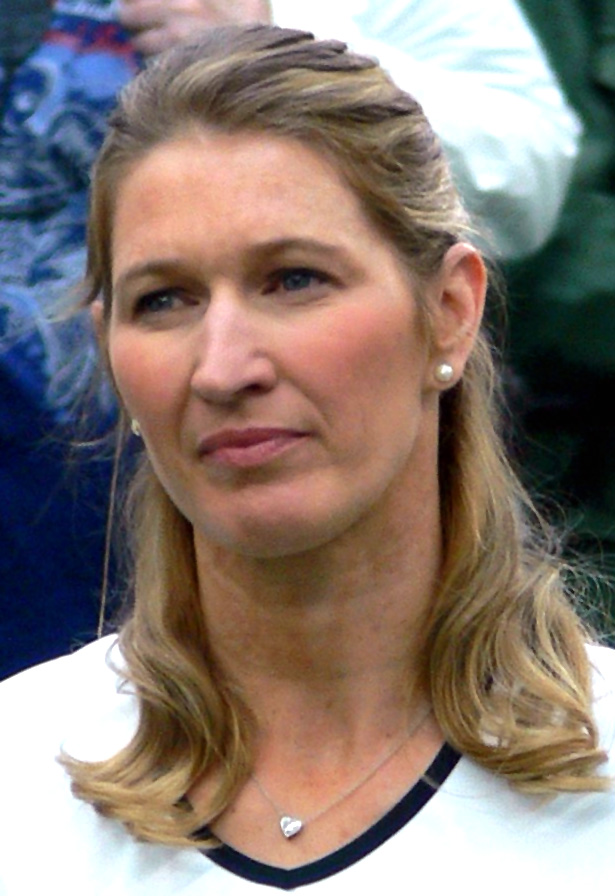
Steffi Graf (* 1969)

- Gräf, Stephan (* 1982), deutscher Rechtswissenschaftler
- Graf, Stephanie (* 1973), österreichische Leichtathletin und Olympiazweite
- Graf, Susanne (* 1992), deutsche Politikerin (Piratenpartei), MdA
- Graf, Suse (1915–2009), deutsche Schauspielerin

#### Graf, T
- Graf, Tanja (* 1962), deutsche Verlegerin und Verlagslektorin
- Graf, Tanja (* 1975), österreichische Politikerin (ÖVP)
- Graf, Theodor (1840–1903), österreichischer Teppich- und Kunsthändler
- Graf, Thomas (1787–1840), deutscher katholischer Geistlicher
- Graf, Thomas (* 1944), österreichischer Virologe und Krebsforscher
- Graf, Thomas (* 1966), deutscher Fußballtorhüter
- Graf, Thomas Aquinas (1902–1941), deutscher Benediktinermönch und Abt von Schweiklberg
- Graf, Timo (* 2004), Schweizer Unihockeyspieler
- Graf, Tobias (* 1984), deutscher Behindertensportler und Teilnehmer bei den Paralympics

#### Graf, U
- Graf, Ulrich (1878–1950), deutscher Politiker (NSDAP), MdR, Parteifunktionär, Mitglied in SA und SS
- Graf, Ulrich (1908–1954), deutscher Mathematiker
- Graf, Ulrich (1912–2006), deutscher Jurist und Politiker (FDP), MdBB
- Graf, Urs (* 1940), Schweizer Filmemacher
- Graf, Urs (* 1957), Schweizer Politiker (SP)
- Graf, Urs der Ältere, Glasmaler, Kupferstecher, Zeichner für den Holzschnitt und Goldschmied
- Graf, Urs der Jüngere (* 1512), schweizerischer Goldschmied
- Gräf, Uta (* 1970), deutsche Dressurreiterin

#### Graf, V
- Graf, Verena (* 1972), österreichische Politikerin, Landtagsabgeordnete der Steiermark

#### Graf, W
- Graf, Walter (1937–2021), Schweizer Bobfahrer
- Graf, Werner (* 1949), deutscher Literaturwissenschaftler
- Graf, Werner (* 1980), deutscher Politiker (Bündnis 90/Die Grünen), MdAWerner Graf (* 1980)

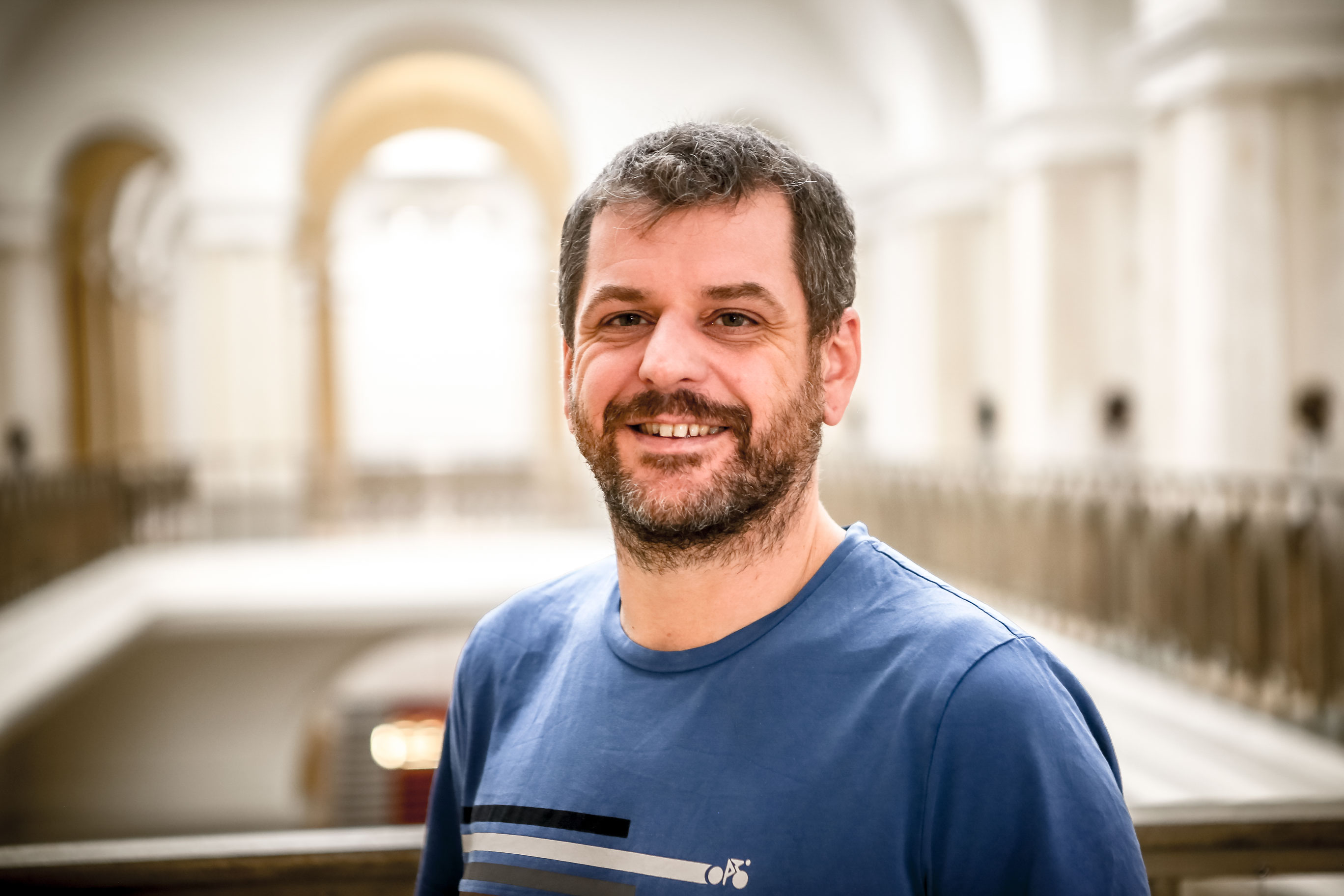
Werner Graf (* 1980)

- Graf, Willi (1918–1943), deutscher Widerstandskämpfer, Mitglied der Widerstandsgruppe Weiße Rose
- Graf, Willy (1881–1965), deutscher Architekt und bayerischer Reserveoffizier
- Graf, Wolfram (* 1965), deutscher Komponist, Organist und Pianist

### Graf-

#### Graf-B
- Graf-Bourquin, Albert (1909–2001), Schweizer Verleger, Kunstkritiker, Kunstsammler und Mäzen

#### Graf-D
- Graf-Dätwyler, Marlies (1943–2020), Schweizer Filmemacherin

#### Graf-J
- Graf-Janoska, Katharina (* 1988), österreichische Moderatorin und Autorin

#### Graf-L
- Graf-Litscher, Edith (* 1964), Schweizer Politikerin (SP)

#### Graf-M
- Graf-Martinez, Gerhard (* 1952), deutscher Flamenco-Gitarrist, Komponist und Autor von Lehrwerken für Flamenco-Gitarre

#### Graf-N
- Graf-Nobis, Ulla (1939–2016), deutsche Pianistin und Hochschullehrerin

#### Graf-P
- Graf-Pfaff, Cäcilie (1868–1939), deutsche Malerin und Grafikerin des Naturalismus

#### Graf-R
- Graf-Riemann, Elisabeth (* 1958), deutsche Autorin, Lektorin und Redakteurin
- Graf-Rudolf, Madeleine (* 1957), Schweizer Politikerin

#### Graf-S
- Graf-Schelling, Claudius (1950–2019), Schweizer Politiker (SP)
- Graf-Stuhlhofer, Franz (* 1955), österreichischer Historiker und baptistischer Theologe

### Grafa
- Grafarend, Erik W. (1939–2020), deutscher Geodät und Hochschullehrer

### Grafb
- Grafberger, Rudolf (* 1934), deutscher Politiker (CSU), MdL

### Grafe
- Gräfe, Alfred (1852–1905), deutscher Kaufmann und liberaler Politiker, MdL (Königreich Sachsen)
- Gräfe, Alfred (1926–1982), deutscher Fußballspieler
- Gräfe, Christoph (1632–1687), deutscher Pädagoge und evangelisch-lutherischer Pfarrer
- Grafe, Christoph (* 1964), deutscher Architekturhistoriker
- Gräfe, Eduard (1799–1867), deutscher Buchhändler
- Grafe, Erich (1881–1958), deutscher Internist
- Grafe, Felix (1888–1942), österreichischer Schriftsteller
- Gräfe, Frank (* 1968), deutscher Generalmajor der Luftwaffe der Bundeswehr
- Grafe, Frieda (1934–2002), deutsche Filmkritikerin, Filmessayistin und Übersetzerin
- Gräfe, Friedebald (1840–1880), deutscher Musiker und Komponist
- Gräfe, Heinrich (1857–1917), deutscher Fabrikant, Weinhändler und Politiker, MdR
- Gräfe, Heinz (1908–1944), deutscher SS-Obersturmbannführer und Oberregierungsrat im Reichssicherheitshauptamt
- Gräfe, Hermann (1900–1995), deutscher DBD-Funktionär, MdV, DBD-Landesvorsitzender Sachsen-Anhalt bzw. Bezirk Magdeburg
- Grafe, Hermann Heinrich (1818–1869), Gründer der Freien evangelischen Gemeinden und Kirchenliederdichter
- Grafe, Hugald (1931–2018), deutscher evangelisch-lutherischer Geistlicher, Theologe, Missionar und Autor
- Gräfe, Johann Friedrich († 1787), deutscher Komponist
- Gräfe, Johann Gotthelf (1750–1821), deutscher Geistlicher
- Gräfe, Karl (1878–1944), deutscher Pädagoge, Dichter und Komponist
- Gräfe, Karl Rudolph (1730–1805), deutscher Jurist und Archivar
- Gräfe, Manuel (* 1973), deutscher FußballschiedsrichterManuel Gräfe (* 1973)

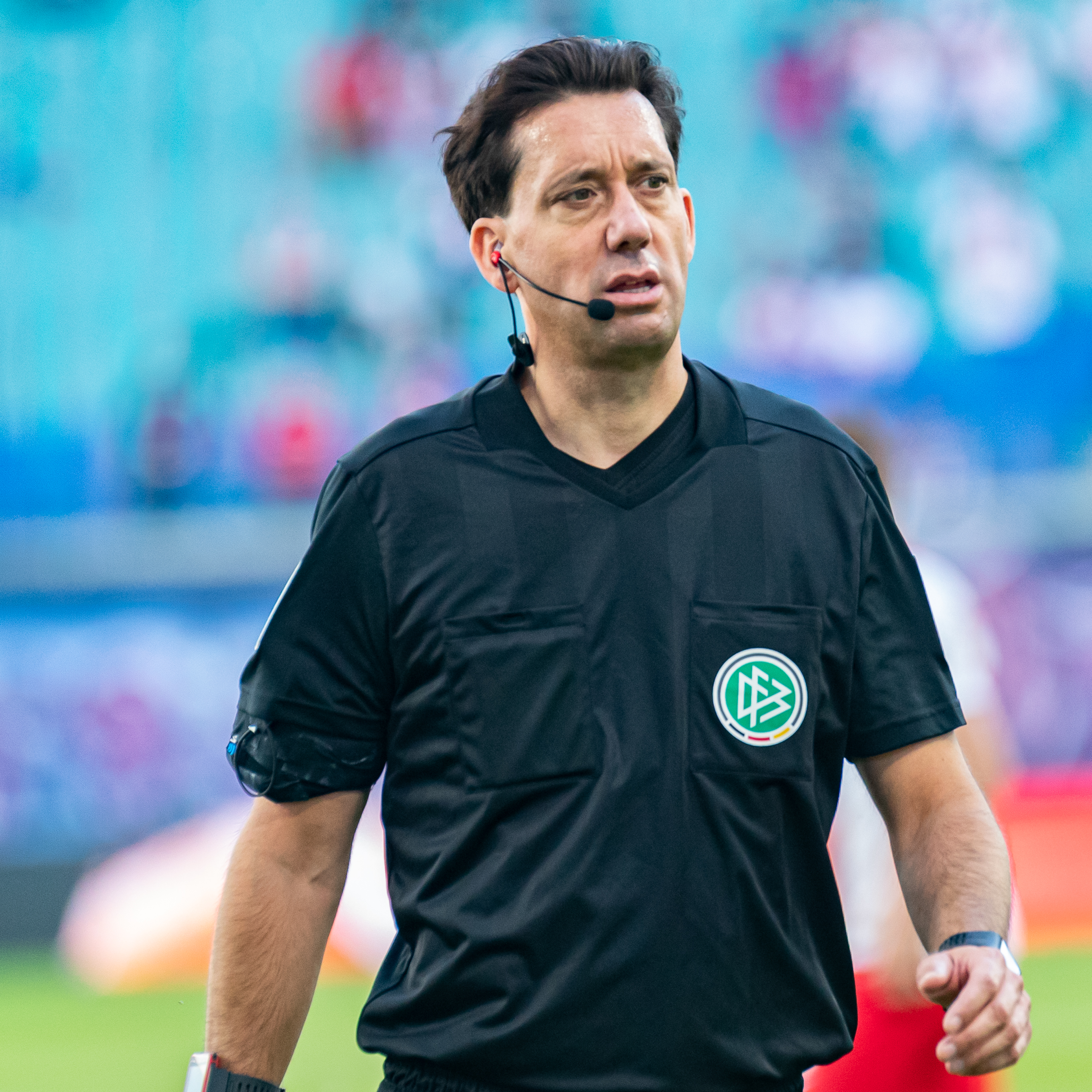
Manuel Gräfe (* 1973)

- Gräfe, Marco (* 1971), deutscher Fußballspieler
- Grafe, Max, deutscher Fußballschiedsrichter
- Grafe, Regina (* 1969), deutsche Historikerin
- Grafe, Roland Christian (* 1952), deutscher Diplomat
- Grafe, Roman (* 1968), deutscher Autor und Journalist
- Gräfe, Siegfried (1928–2004), deutscher Offizier, zuletzt Generalmajor
- Gräfe, Stefanie (* 1979), deutsche Chemikerin
- Gräfe, Ursula (* 1956), deutsche Autorin und literarische Übersetzerin
- Grafemus, Louise († 1852), deutsche Soldatin in den Befreiungskriegen
- Grafen, Alan, schottischer Ethnologe, Evolutionsbiologe und Oxford-Professor
- Gräfen, Svenja (* 1990), deutsche Schriftstellerin
- Grafenauer, Franz (1860–1935), österreichischer Politiker
- Grafenauer, Irena (* 1957), slowenische Querflötistin
- Grafenauer, Josef (1824–1889), österreichischer Orgelbauer
- Grafenauer, Niko (* 1940), slowenischer Lyriker, Erzähler, Essayist und Übersetzer
- Gräfenberg, Ernst (1881–1957), deutscher Gynäkologe und Erstbeschreiber des weiblichen G-PunktesErnst Gräfenberg (1881–1957)

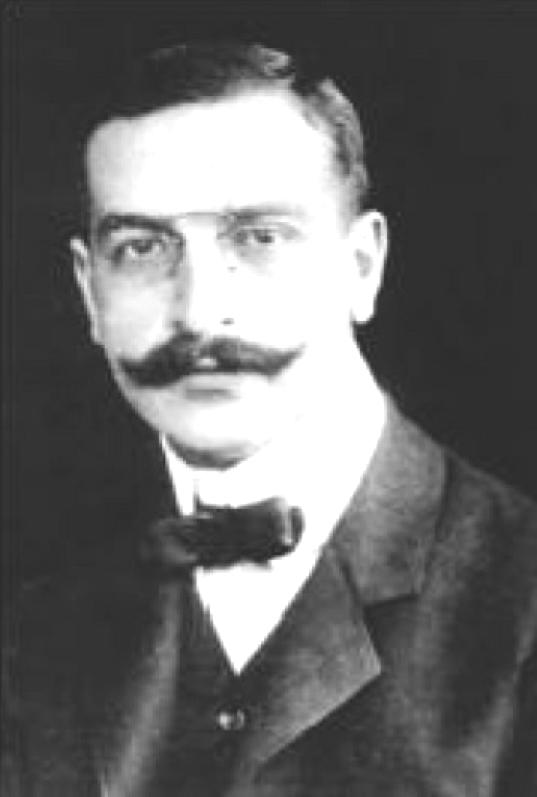
Ernst Gräfenberg (1881–1957)

- Gräfenberg, Selly (1863–1921), deutscher Schul- und Hochschulpädagoge, Neuphilologe (Anglist und Romanist), Schul- und Sachbuchautor
- Grafenberger, Aloysius Paul (1901–1966), deutscher Pfarrer
- Grafeneder, Josef (* 1934), österreichischer Autor, Heimatforscher und Priester
- Grafeneder, Willi (1907–1973), österreichischer Politiker (SPÖ), Landtagsabgeordneter
- Gräfenhahn, Walter (1877–1945), deutscher Grafiker, Landschafts- und Tiermaler
- Gräfenhahn, Wolfgang Ludwig (1718–1767), deutscher Pädagoge
- Gräfenhain, Ferdinand Friedrich (1743–1823), deutscher evangelischer Theologe
- Gräfenhayn, Gottfried († 1752), kursächsischer Bergbeamter und Kommunalpolitiker
- Grafenhorst, Heinrich (1906–1970), deutscher römisch-katholischer Priester
- Grafenhorst, Yves (* 1984), deutscher Handballspieler
- Gräfenstein, Andreas (* 1975), deutscher Autor und Filmregisseur
- Gräfenstein, Anja (* 1981), deutsche Schauspielerin und Sprecherin
- Grafenstein, Anton von (1780–1854), Postmeister, Initiator zur Gründung des „Vereins zur Rettung der Altenburg“
- Grafenstein, Ben von (* 1975), deutscher Filmregisseur, Filmeditor und Drehbuchautor
- Grafenstein, Franz Anton (* 1717), österreichischer Tiermaler
- Gräfenstein, Heinrich (1936–1999), deutscher Designer und Fotograf
- Gräfer, Horst (1941–2022), deutscher Betriebswirt, Hochschullehrer und Wirtschaftswissenschaftler an der Universität Paderborn
- Gräfer, Wilhelm (1885–1945), Bürgermeister von Lemgo (1924–1945)

### Graff
- Graff de Pancsova, Ludwig (1851–1924), ungarisch-österreichischer Zoologe und Anthropologe
- Graff, Agnieszka (* 1970), polnische Schriftstellerin, Publizistin, Wissenschaftlerin und feministische Aktivistin
- Graff, Anna Lena (* 1985), deutsche Schauspielerin
- Graff, Anton (1736–1813), Schweizer PortraitmalerAnton Graff (1736–1813)

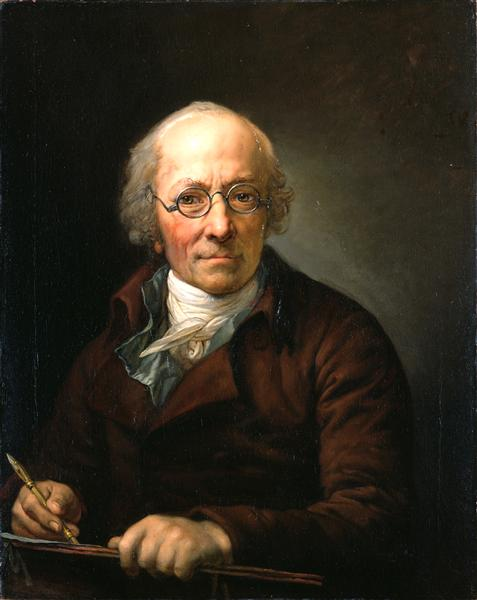
Anton Graff (1736–1813)

- Graff, Anton (1769–1805), österreichischer Husaren-Oberst
- Graff, Anton (1900–1974), deutscher Oberkreisdirektor des Kreises Schleiden
- Graff, Carl Anton (1774–1832), Maler
- Graff, Carl Ludwig Theodor (1844–1906), deutscher Architekt
- Gräff, Christian (* 1978), deutscher Politiker (CDU)Christian Gräff (* 1978)

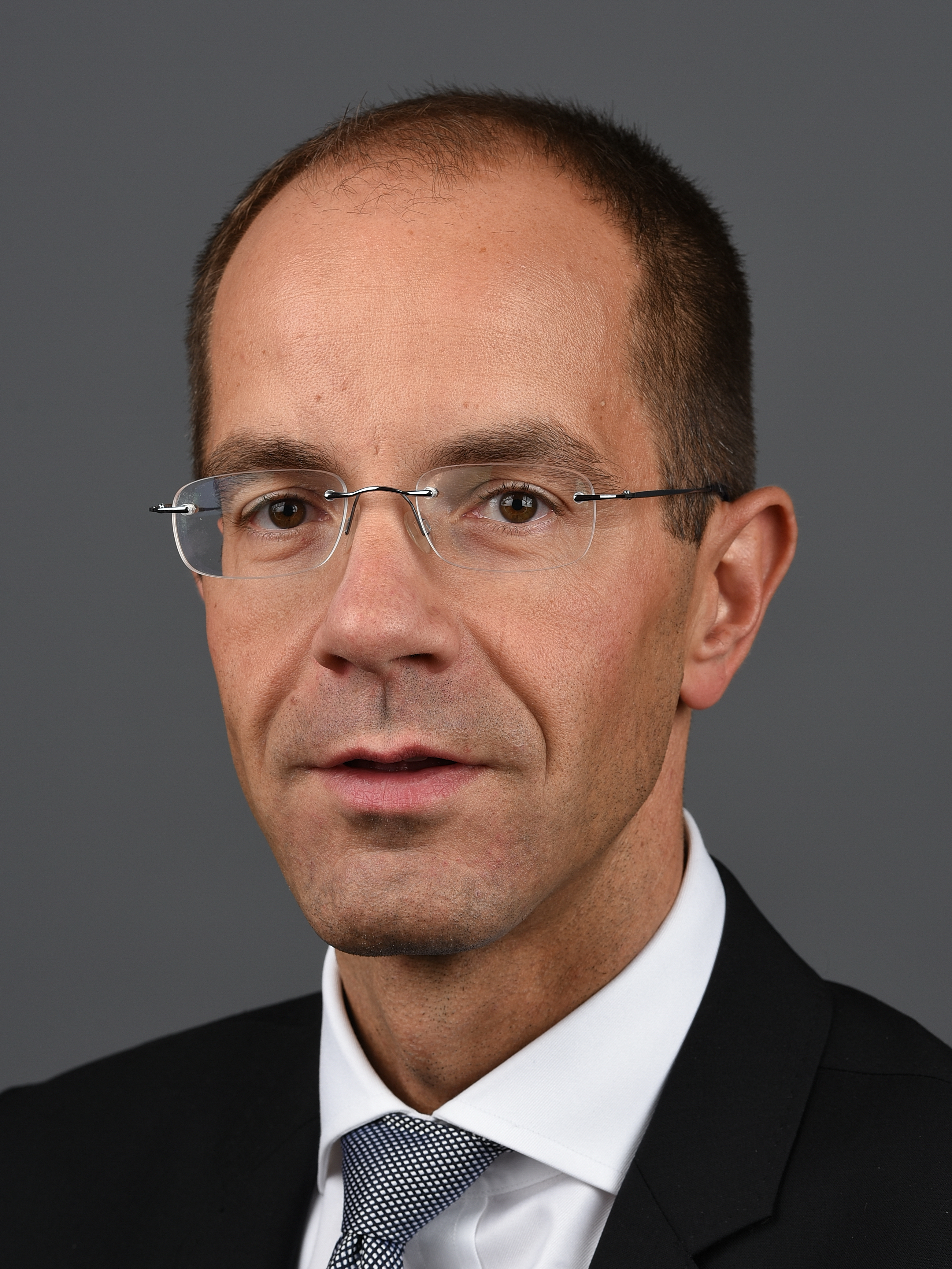
Christian Gräff (* 1978)

- Graff, Dorothea Maria (1678–1743), Naturforscherin und Künstlerin
- Graff, Eberhard Gottlieb (1780–1841), deutscher Sprachforscher
- Graff, Elias (1575–1632), deutscher Theologe
- Graff, Erich (1607–1683), deutscher Rechtswissenschaftler und Hochschullehrer
- Graff, Ester (1897–1991), dänische Geschäftsfrau und Feministin
- Graff, Franz Leopold (1719–1779), österreichischer Komponist
- Gräff, Franz-Josef (1918–2012), deutscher Politiker (CDU), Bürgermeister von St. Wendel
- Graff, Friedrich Heinrich (1688–1732), deutscher Jurist
- Gräff, Friedrich Joseph (1822–1894), hessischer Kreisrat
- Graff, Fritz (1858–1929), Oberbürgermeister von Bochum (1904–1925)
- Graff, Gerhard (1670–1723), deutscher Jesuit
- Gräff, Helmuth (* 1958), österreichischer bildender Künstler
- Graff, Jakob (1820–1906), deutscher Architekt und bayerischer Baubeamter
- Graff, Jean (* 1964), luxemburgischer Diplomat
- Graff, Jessie (* 1984), US-amerikanische Stuntfrau und Gewinnerin bei American Ninja Warrior
- Graff, Johann Andreas (1637–1701), Maler, Kupferstecher, Radierer, Zeichner und Kupferstichverleger
- Graff, Johann Anton (1741–1807), österreichischer Generalmajor
- Graff, Johann Jakob (1768–1848), deutscher Schauspieler
- Graff, Johann Leonhard (1668–1729), deutscher Mathematiker
- Graff, Jörg († 1542), deutscher Poet und Bänkelsänger
- Graff, Joseph V. (1854–1921), US-amerikanischer Politiker
- Graff, Kasimir (1878–1950), deutsch-österreichischer Astronom
- Graff, Kurt (* 1930), deutscher Pädagoge
- Graff, Laurence (* 1938), britischer Unternehmer
- Gräff, Leo (1836–1889), deutscher Ingenieur und Unternehmer
- Graff, Lucien (* 1918), Schweizer Weitspringer
- Graff, Martin (1678–1741), Abt des Klosters Neuzelle
- Graff, Martin (1944–2021), elsässischer Pfarrer, Autor, Journalist, Kabarettist und Filmemacher
- Graff, Michael (1937–2008), österreichischer Rechtsanwalt und Politiker (ÖVP), Abgeordneter zum Nationalrat
- Graff, Otto (1915–1997), deutscher Maler
- Graff, Otto (1917–2014), deutscher Zoologe und Bodenkundler
- Graff, Paul (1878–1955), deutscher lutherischer Theologe
- Graff, Philipp (1813–1851), deutscher Unternehmer, Mechaniker, Optiker und Daguerreotypist in Berlin
- Gräff, Siegfried (1887–1966), deutscher Pathologe, Krankenhausarzt und Universitätsprofessor
- Graff, Sigmund (1898–1979), deutscher Schriftsteller und Dramatiker
- Graff, Sunny (* 1951), deutsch-amerikanische Frauenrechtsaktivistin, Rechtsanwältin, und Taekwondo-Meisterin
- Gräff, Tanja (* 1985), deutsche Studentin
- Gräff, Walter (1876–1934), deutscher Kunsthistoriker
- Graff, Wilhelm, deutscher Buchhändler und Verleger
- Graffe, Anne-Caroline (* 1986), französische Taekwondoin
- Gräffe, Johann Friedrich Christoph (1754–1816), deutscher evangelischer Theologe und Geistlicher
- Gräffe, Karl Heinrich (1799–1873), deutscher Mathematiker
- Graffé, Theo Ignaz (1930–1996), deutscher Bildhauer, Steinmetz, Restaurator und Lehrer
- Graffen, Adolf von (1791–1847), deutscher Landwirt und Fachschriftsteller
- Graffen, Carl von (1793–1852), deutscher Jurist und Diplomat
- Graffen, Friedrich von (1745–1820), deutscher Jurist und Bürgermeister
- Graffen, Karl von (1893–1964), deutscher Generalleutnant im Zweiten Weltkrieg
- Graffenauer, Jean-Philippe (1775–1838), französischer Mediziner und Mineraloge
- Graffenried, Abraham von (1533–1601), Ratsmitglied und Schultheiss der Stadt Bern
- Graffenried, Albrecht von (1629–1702), Schweizer Politiker
- Graffenried, Alec von (* 1962), Schweizer Politiker (Grüne)Alec von Graffenried (* 1962)

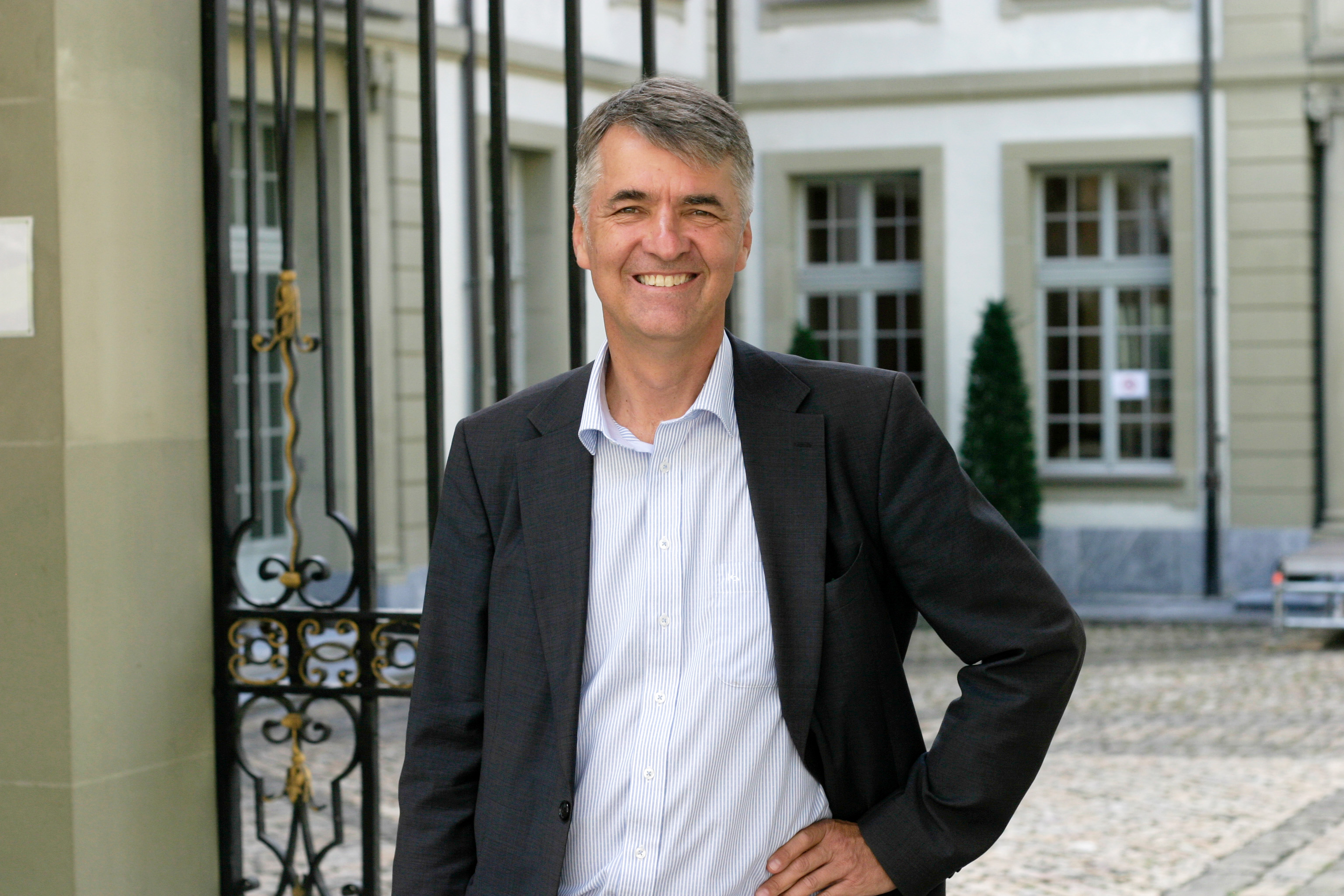
Alec von Graffenried (* 1962)

- Graffenried, Anton von († 1628), Ratsmitglied und Schultheiss der Stadt Bern
- Graffenried, Anton von († 1674), Schultheiss von Bern
- Graffenried, Ariane von (* 1978), Schweizer Schriftstellerin und Theaterwissenschaftlerin
- Graffenried, Charles von (1925–2012), Schweizer Rechtsanwalt, Bankier und Verleger
- Graffenried, Charlotte von (1930–2013), Schweizer Ethnologin
- Graffenried, Christoph von (1661–1743), Schweizer Politiker; Gründer der Kolonie New Bern in North Carolina
- Graffenried, Emanuel von († 1715), Schweizer Politiker, Schultheiss von Bern
- Graffenried, Emanuel von (1726–1787), Schweizer Politiker
- Graffenried, Franz von (1768–1837), Schweizer Politiker und Militärperson
- Graffenried, Johann Rudolf von (1584–1648), Schweizer Mathematiker
- Graffenried, Johann Rudolf von († 1823), Schweizer Militärführer
- Graffenried, Karl Adolf von (1801–1859), Schweizer Maler und Architekt
- Graffenried, Michael von (* 1957), Schweizer FotografMichael von Graffenried (* 1957)

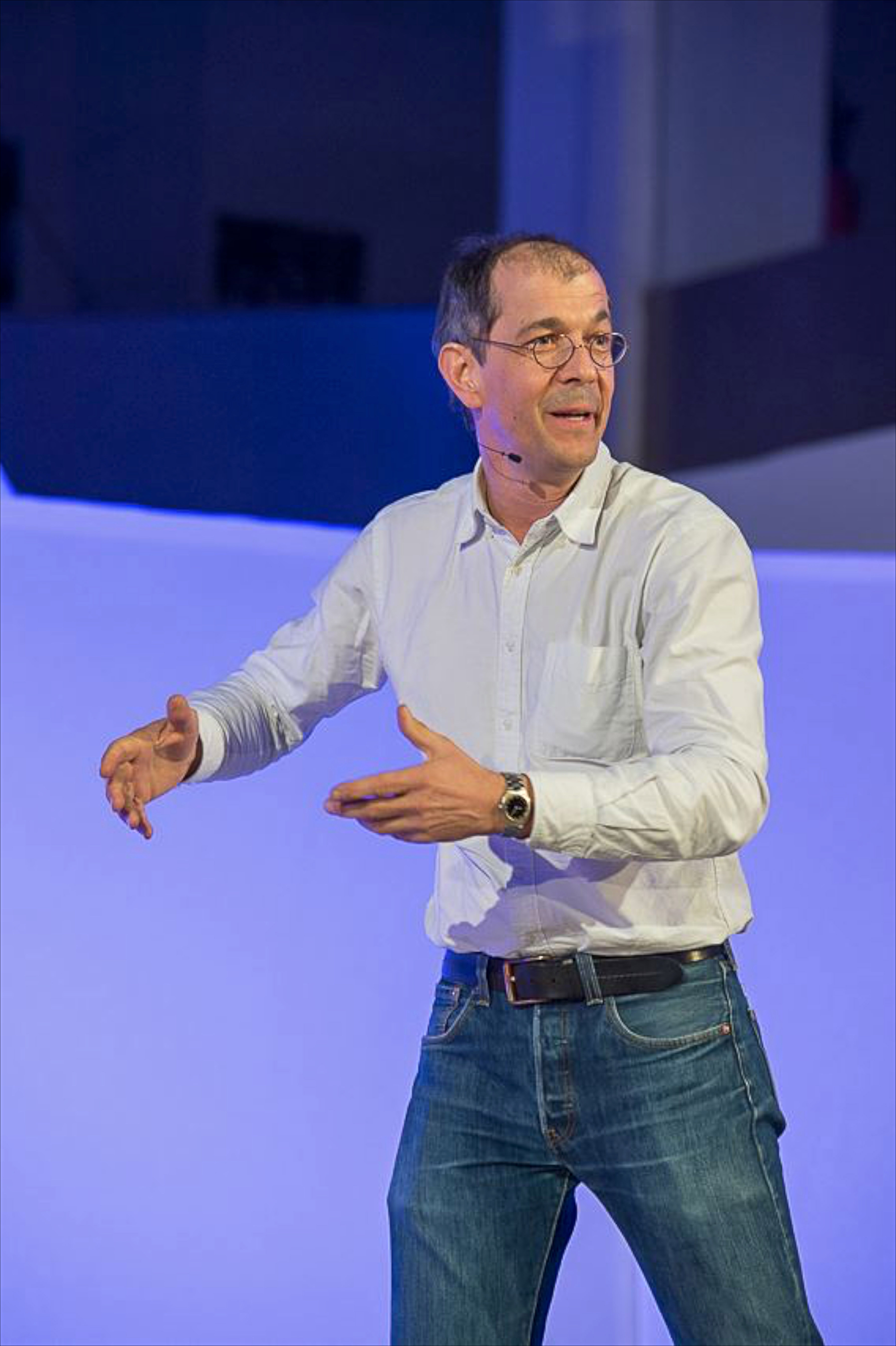
Michael von Graffenried (* 1957)

- Graffenried, Paul de (1900–1943), Schweizer Fechter
- Graffenried, Peter von, Seckelmeister von Bern
- Graffenried, Toulo de (1914–2007), Schweizer Automobilrennfahrer
- Graffenstein, Joseph von (1718–1766), österreichischer Oberst
- Gräffer, Anton (1786–1852), österreichischer Musikschriftsteller, Komponist und Gitarrist
- Gräffer, August (1740–1816), österreichischer Buchhändler, Verleger und Militärschriftsteller
- Gräffer, Franz (1785–1852), österreichischer Schriftsteller
- Gräffer, Rudolf (1734–1817), österreichischer Verleger
- Graffheiden, Franz (1696–1776), österreichischer Jesuit
- Graffi, Arnold (1910–2006), deutscher Onkologe
- Graffi, Giacomo (1548–1620), italienischer Benediktinermönch und Kasuist
- Graffico, Camillo († 1615), italienischer Kupferstecher, Maler, Kunstschmied und Verleger
- Graffigna, Omar (1926–2019), argentinischer Militär und Politiker
- Graffigny, Françoise de (1695–1758), französische Schriftstellerin und Dichterin
- Graffin, Greg (* 1964), US-amerikanischer Sänger, Songwriter sowie promovierter EvolutionsbiologeGreg Graffin (* 1964)

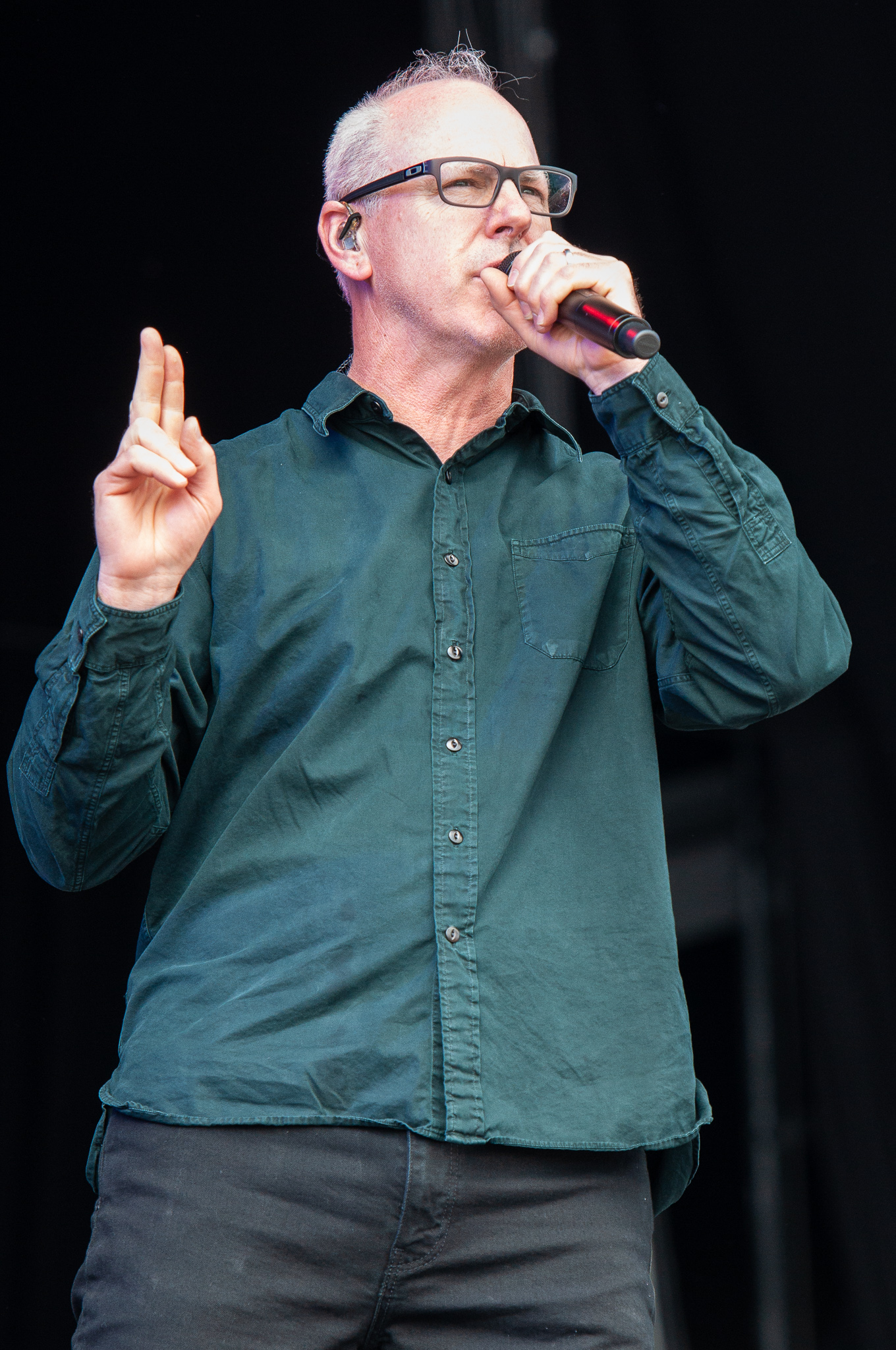
Greg Graffin (* 1964)

- Grafflage, Julia (* 1976), deutsche Schauspielerin
- Graffman, Gary (* 1928), US-amerikanischer Pianist
- Graffmann, Eberhard, deutscher Fußballspieler und Fußballfunktionär
- Graffmann, Heinrich, deutscher Fußballspieler
- Grafftey, Heward (1928–2010), kanadischer Politiker
- Grafftey-Smith, Laurence (1892–1989), britischer Botschafter
- Graffunder, Heinz (1926–1994), deutscher Architekt
- Graffunder, Paul (1857–1914), deutscher Klassischer Philologe und Gymnasiallehrer
- Graffunder, Walter (1898–1953), deutscher Physiker

### Grafi
- Grafinger, Christine Maria (* 1953), österreichische Archivarin
- Grafinger, Franz (1859–1918), österreichischer Politiker
- Grafite (* 1979), brasilianischer Fußballspieler

### Grafl
- Grafl, Christian (* 1959), österreichischer Jurist
- Gräfl, Edith (* 1955), deutsche Juristin und Vorsitzende Richterin am Bundesarbeitsgericht
- Grafl, Florian (* 1982), deutscher Schachspieler
- Grafl, Josef (1872–1915), österreichischer Gewichtheber
- Grafl, Josef Hans (1921–2008), österreichischer Widerstandskämpfer gegen den Nationalsozialismus und britischer Agent
- Gräflein, Johann Melchior (1807–1849), Schweizer liberaler Politiker und Jurist
- Gräfling, Wilfried (* 1955), deutscher Diplom-Elektroingenieur, Wirtschaftswissenschaftler und ehemaliger Feuerwehrbeamter
- Grafly, Charles (1862–1929), US-amerikanischer Bildhauer und Kunstpädagoge

### Grafn
- Gräfner, Julia (* 1989), deutsche SchauspielerinJulia Gräfner (* 1989)

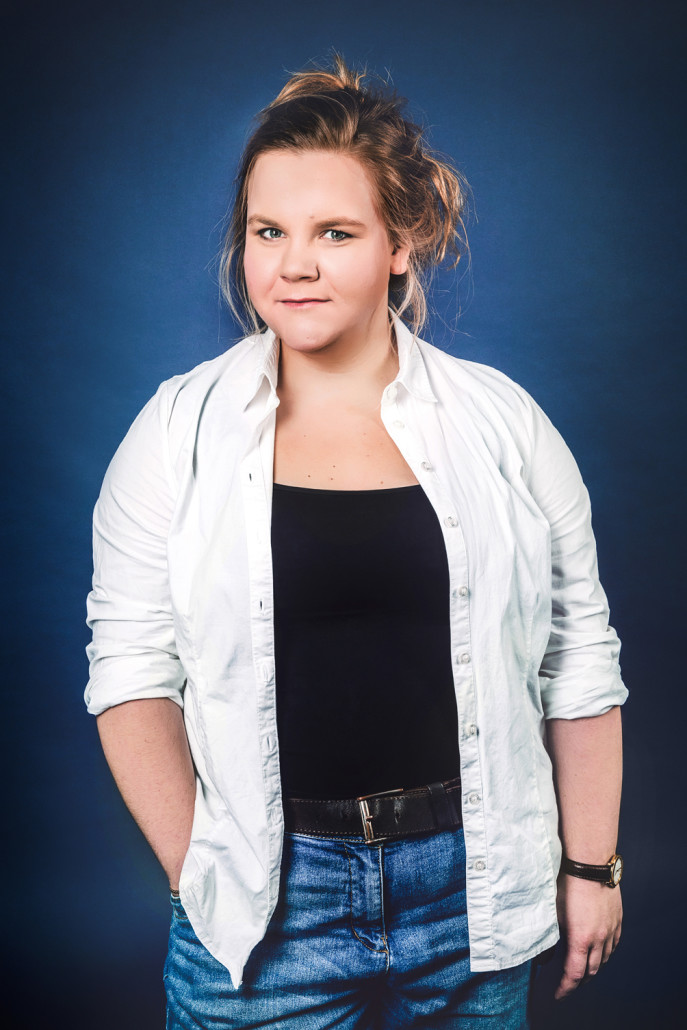
Julia Gräfner (* 1989)

- Gräfner, Kurt, deutscher Fußballspieler
- Gräfnings, Maria (* 1985), schwedische Skilangläuferin

### Grafo
- Grafowa, Lidija Iwanowna (1938–2020), sowjetische bzw. russische Journalistin und Menschenrechtsaktivistin

### Grafr
- Gräfrath, Bernd (* 1958), deutscher Philosoph

### Grafs
- Grafström, Anders Abraham (1790–1870), schwedischer Historiker und Dichter
- Grafström, Gillis (1893–1938), schwedischer Eiskunstläufer
- Grafström, Olof (1927–2009), schwedischer Jazzmusiker
- Grafstrom, Ruth Sigrid (1905–1986), amerikanische Illustratorin und Modezeichnerin
- Grafsturm, Wilhelm (1681–1760), deutscher Geistlicher und Abt des Klosters Gotteszell

### Graft
- Graft-Hayford, John Ebenezer Samuel de (1912–2002), ghanaischer Militär, Boxer und Chief of Air Staff der ghanaischen Luftwaffe
- Graftiaux, Chloé (1987–2010), belgische Sportkletterin
- Graftio, Genrich Osipovič (1869–1949), Oberingenieur im Wasserkraftwerksbau und Professor für Elektrotechnik
- Gräftner, Barbara (* 1964), österreichische Regisseurin
- Grafton, Anthony (* 1950), US-amerikanischer Historiker
- Grafton, Charles Chapman (1830–1912), US-amerikanischer Theologe, Bischof der Episcopal-Kirche in Amerika
- Grafton, Richard († 1573), englischer Buchdrucker und Chronist
- Grafton, Sam, britischer PokerspielerSam Grafton

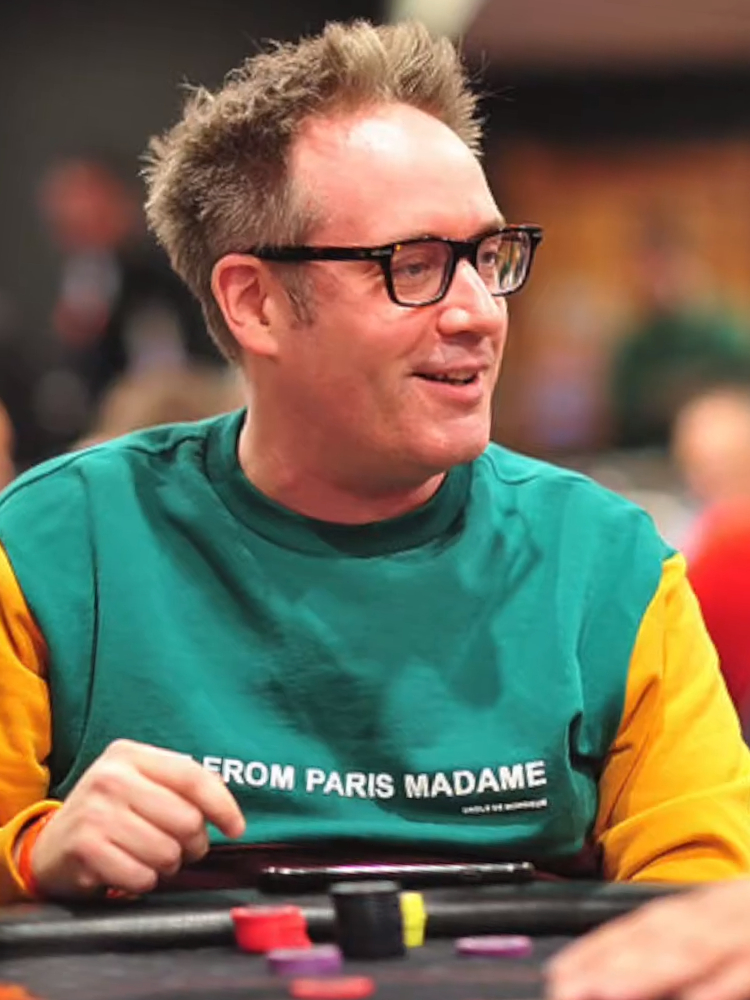
Sam Grafton

- Grafton, Sue (1940–2017), US-amerikanische Krimi-Schriftstellerin

### Grafu
- Grafulla, Claudio S. († 1880), spanischstämmiger US-amerikanischer Komponist, Arrangeur und Dirigent
- Grafunder, David († 1680), deutscher Theologe

### Grafw
- Grafwallner, Anton, deutscher Fußballtorhüter
- Grafwallner-Brezovska, Biljana (* 1971), deutsch-mazedonische Filmeditorin